# Hoffmann (Familienname)
Hoffmann ist ein häufiger deutscher Familienname.

## Namensherkunft
Als Hofmann bzw. Hoffmann bezeichnete man den Pächter eines Gehöfts bzw. dem Grundherren zu Diensten verpflichteten Bauern, gelegentlich auch einen Höfling. Hobemann ist die hessische Variante und Havemann/Hamann niederdeutsch. Hoffmann war der häufigste Berufsname in Schlesien, etwa dem west- und süddeutschen Meier entsprechend, also Gutsverwalter an herrschaftlichen Höfen, auch auf Landgütern von Patriziern. Ähnlich in Klang und Bedeutung, aber unterschiedlichen Ursprungs sind Namen wie Hufner, Huber und Hubbauer, die sich nicht auf den Hof, sondern auf die Hufe beziehen, also das landwirtschaftliche Flächenmaß, das den Pächtern zugeteilt wurde.

## Varianten

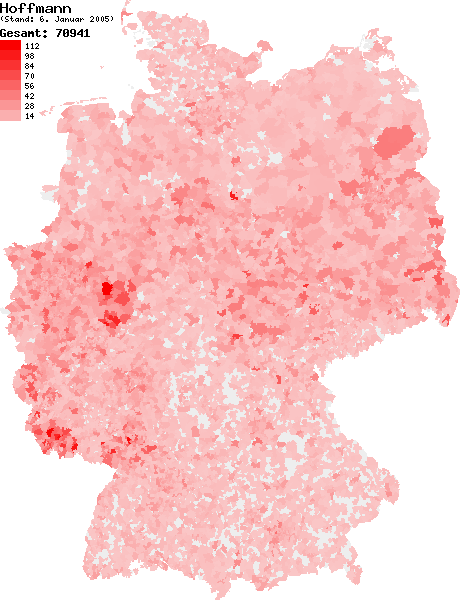
Verteilung der Variante Hoffmann in Deutschland 2005

Es gibt zahlreiche Varianten, von denen die meisten auf die obengenannte Herkunft zurückgehen:
- Hoffmann, Hofmann mit nur einem „f“, Hohmann
- besonders in den USA auch geschrieben als Hoffman, Hofman, Huffman, Hopman
- Russisch: Goffman, USA auch Coffman
- Litauisch: Hofmanas

Ähnliche Bedeutung:
- Hofer, Hoffer, Hoffner, Höfer, Höffer, Höffner
- Hofbauer, Hoffbauer
- Hofrichter, Hoffrichter, Hoferichter, Hofferichter
- Hofmeister, Hoffmeister
- Hofstadter, Hofstädter, Hofstätter, Hoffstätter, Hofstetter, Hoffstetter
- Oberhofer, Oberhoffer und Oberhoffner
- weitere

Zusammensetzung:
- Hofmannsthal, Hofmannswaldau

## Häufigkeit
Die Schreibweise Hoffmann liegt auf Platz 10 der häufigsten deutschen Familiennamen, Hofmann auf Platz 23. Die sinngemäß verwandten Bezeichnungen Bauer, Huber und Meyer sind aber in den meisten deutschsprachigen Regionen noch häufiger. Forschungen haben gezeigt, dass der Name Meyer und seine Varianten im Norden und Süden sehr verbreitet sind, während der Name Hoffmann zwischen diesen Gebieten häufiger ist.

## Namensträger

### A
- Adele Hoffmann (1920–2013), deutsche Schauspielerin und Radiomoderatorin des Bayerischen Rundfunks
- Adolf Hoffmann (Mediziner, März 1822) (1822–1909), österreichischer Mediziner und Numismatiker
- Adolf Hoffmann (Mediziner, Dezember 1822) (1822–1899), deutscher Generalarzt
- Adolf Hoffmann (Landrat) (1826–1883), deutscher Landrat und Politiker, MdL Preußen
- Adolf Hoffmann (SS-Mitglied) (1904–1944), deutscher SS-Obersturmbannführer und Sicherheitsbeamter
- Adolf Hoffmann (Bauforscher) (* 1941), deutscher Bauforscher
- Adolf Hoffmann-Heyden (1877–1964), deutscher Chirurg und Hochschullehrer
- Adolf Peter Hoffmann (1906–1982), deutscher Schauspieler
- Adolph Hoffmann (1858–1930), deutscher Politiker (USPD)
- Adolph Hoffmann (Richter) (1835–1899), deutscher Jurist und Politiker (DFP), MdR
- Adolph Friedrich Hoffmann (1703–1741), deutscher Philosoph
- Adriana Hoffmann (1940–2022), chilenische Botanikerin, Umweltschützerin und Autorin
- Agnes Hoffmann (1860–1913), deutsche Lehrerin und Schriftstellerin
- Albert Hoffmann (Journalist) (um 1858–1894), deutscher Journalist und Redakteur
- Albert Hoffmann (Gauleiter) (1907–1972), deutscher Kaufmann und Politiker (NSDAP), MdR
- Albert Hoffmann (Künstler, 1915) (1915–1993), US-amerikanischer Künstler
- Albert Hoffmann (Maler) (* 1945), österreichischer Maler
- Albert Hoffmann (Jurist) (* 1955), südafrikanischer Jurist
- Albin Hoffmann (Politiker) (1831–1894), deutscher Pfarrer und Politiker
- Albrecht Hoffmann (* 1941), deutscher Bauingenieur und Technikhistoriker
- Alexander Hoffmann (Maler) (1878–nach 1918), deutscher Maler
- Alexander Hoffmann (Ökonom) (1879–1946), deutscher Wirtschaftswissenschaftler
- Alexander von Hoffmann (Kommunikationswissenschaftler) (1924–2006), deutscher Journalist und Kommunikationswissenschaftler
- Alexander Hoffmann (Autor) (1947–2024), deutscher Sachbuchautor und Schriftsteller
- Alexander Hoffmann (Jurist) (* 1965), deutscher Jurist und Aktivist
- Alexander von Hoffmann (* 1974), deutscher Ingenieur und Hochschullehrer
- Alexander Hoffmann (Politiker) (* 1975), deutscher Politiker (CSU)
- Alexander Hoffmann (Fußballspieler) (* 1978), österreichischer Fußballspieler
- Alfons von Hoffmann (1864–1929), österreichischer Generalmajor
- Alfons Hoffmann (1885–1963), deutsch-polnischer Ingenieur und Hochschullehrer
- Alfons Hoffmann-Burges (1905–nach 1936), deutscher Jurist
- Alfred Hoffmann (Maler) (1898–1987), deutscher Maler
- Alfred Hoffmann (Widerstandskämpfer) (1900–??), deutscher Widerstandskämpfer
- Alfred Hoffmann (Wirtschaftshistoriker) (1904–1983), österreichischer Wirtschaftshistoriker
- Alfred Hoffmann (Sinologe) (1911–1997), deutscher Sinologe
- Alfred Hoffmann (Eishockeyspieler) (1914–1983), deutscher Eishockeytorwart
- Alfred Hoffmann (Fußballspieler) (1918–1995), deutscher Fußballspieler und -trainer
- Alfred Hoffmann (Geistlicher) (* 1958), deutscher Geistlicher, Generalvikar von Görlitz
- Alice Hoffmann (* 1951), deutsche Schauspielerin und Komikerin
- Aline Hoffmann-Rossier (1856–1920), Schweizer Schriftstellerin
- Ambrosi Hoffmann (* 1977), Schweizer Skirennfahrer
- Anders Hoffmann, dänischer Filmeditor
- André Hoffmann (Radsportler) (* 1926), luxemburgischer Radrennfahrer
- André Hoffmann (Politiker) (* 1941), luxemburgischer Politiker
- André Hoffmann (Geschäftsmann) (* 1958), Schweizer Geschäftsmann
- André Hoffmann (Eisschnellläufer) (* 1961), deutscher Eisschnellläufer
- André Hoffmann (Schachspieler) (* 1968), deutscher Schachspieler
- André Hoffmann (Fußballspieler) (* 1993), deutscher Fußballspieler
- Andrea Hoffmann (* 1984), deutsche Sängerin
- Andrea C. Hoffmann (* 1973), deutsche Journalistin und Autorin
- Andreas Hoffmann (Gestapo) (* 1910), Gefängnisoberwachtmeister
- Andreas Hoffmann (Fußballspieler) (* 1959), deutscher Fußballspieler
- Andreas Hoffmann (Theologe) (* 1959), deutscher Kirchenhistoriker
- Andreas Hoffmann (Politiker, 1960) (* 1960), deutscher Politiker (CDU)
- Andreas Hoffmann (Kulturmanager) (* 1971), deutscher Klassischer Archäologe und Kulturmanager
- Andreas Hoffmann (Politiker, 1982) (* 1982), deutscher Politiker, MdL Niedersachsen (Grüne)
- Andreas Hoffmann (Biathlet), deutscher Biathlet
- Andreas Hoffmann-Ocon (* 1969),  Pädagoge und Hochschullehrer
- Andreas Gottlieb Hoffmann (1796–1864), deutscher Theologe und Orientalist
- Anette Hoffmann (* 1971), dänische Handballspielerin
- Angela Hoffmann (* 1957), deutsche Schriftstellerin
- Angelika C. Bullinger-Hoffmann (* 1979), deutsche Hochschullehrerin für Arbeitswissenschaft und Innovationsmanagement
- Anita Hoffmann (1919–2007), mexikanische Arachnologin
- Anna Hoffmann (Sängerin) (1864–nach 1930), Sängerin (Alt)
- Anna Hoffmann (1921–2013), österreichische Illustratorin, siehe Anny Hoffmann
- Anna Hoffmann (Filmmanagerin), deutsche Filmmanagerin
- Anna Hoffmann (Lyrikerin) (* 1971), deutsche Lyrikerin
- Anna Hoffmann (Regisseurin) (* 1980), kasachisch-deutsche Filmregisseurin und Autorin
- Anna Hoffmann (Skispringerin) (* 2000), US-amerikanische Skispringerin
- Annemarie Hoffmann-Günter (1906–nach 1965), deutsche Verlegerin
- Annie Hoffmann (* 1984), deutsche Moderatorin
- Ansberta Hoffmann (1903–1945), deutsche Steyler Missionsschwester und Märtyrin
- Anton Hoffmann (Verleger) (1856–1915), deutscher Verleger
- Anton Hoffmann (Maler) (1863–1938), deutscher Maler, Illustrator, Heereskundler und Hochschullehrer
- Anton Hoffmann (Geistlicher) (1897–1937), deutsch-russischer Geistlicher und Märtyrer
- Antonina Hoffmann (1842–1897), polnische Schauspielerin
- Anya Hoffmann (* 1965), deutsche Schauspielerin
- Armin Hoffmann (* 1947), deutscher Mathematiker und Hochschullehrer
- Arne Hoffmann (* 1969), deutscher Medienwissenschaftler, Journalist und Autor
- Arno Hoffmann (1862–?), deutscher Schriftsteller
- Arthur Hoffmann (Mediziner) (1855–1936), deutscher Mediziner und Generaloberarzt
- Arthur Hoffmann (Politiker) (1857–1927), Schweizer Politiker (FDP)
- Arthur Hoffmann (Bildhauer) (1874–1960), deutscher Bildhauer und Hochschullehrer
- Arthur Hoffmann (Bankier), deutscher Bankier
- Arthur Hoffmann (Leichtathlet) (1887–1932), deutscher Leichtathlet
- Arthur Hoffmann (Philosoph) (auch Arthur Hoffmann-Erfurt; 1889–1964), deutscher Philosoph
- Arthur Hoffmann (Widerstandskämpfer) (1900–1945), deutscher Widerstandskämpfer
- Arthur Hoffmann-Kutschke (1882–nach 1947), deutscher Althistoriker
- Artur Hoffmann (Politiker, März 1902) (1902–1990), deutscher Politiker (CDU), MdL Braunschweig
- Artur Hoffmann (Politiker, November 1902) (1902–1975), deutscher Politiker (SPD), MdA Berlin
- August Hoffmann (Kaufmann) (1802–1878), deutscher Kaufmann und Politiker
- August Hoffmann (Zeichner) (1807–1883), deutscher Zeichner und Theatermaler
- August Hoffmann (Kupferstecher) (1810–1872), deutscher Kupferstecher und Grafiker
- August Hoffmann (Unternehmer) (Franz August Hoffmann; 1828–1914), deutscher Unternehmer in Uruguay
- August Hoffmann (Mathematiker) (1834–1881), deutscher Mathematiker
- August Hoffmann (Mediziner) (1862–1929), deutscher Internist und Neurologe
- August Hoffmann (Politiker) (1876–1959), deutscher Politiker und Krankenkassenmanager
- August Hoffmann (Maler), österreichischer Maler
- August Hoffmann von Vestenhof (1848–1922), tschechisch-deutscher Maler, Illustrator, Bildhauer und Schriftsteller
- August Heinrich Hoffmann von Fallersleben (1798–1874), deutscher Germanist, Schriftsteller und Bibliothekar
- August Martin Hoffmann (1924–1985), deutscher Bildhauer
- Auguste Hoffmann (Malerin) (1875–1938), Schweizer Malerin und Hochschullehrerin
- Auguste Hoffmann (1902–1989), deutsche Sportmedizinerin

### B
- Banesh Hoffmann (1906–1986), britischer Mathematiker und Physiker
- Baptist Hoffmann (1863–1937), deutscher Sänger (Bariton)
- Benedikt Hoffmann (* 1985), deutscher Leichtathlet
- Benjamin Hoffmann (Schriftsteller) (* 1985), französischer Schriftsteller und Literaturwissenschaftler
- Benjamin Gottlob Hoffmann (1748–1818), deutscher Buchhändler und Verleger
- Benno Hoffmann (1919–2005), deutscher Schauspieler
- Bernd Hoffmann (Schauspieler) (1935–2010), deutscher Schauspieler
- Bernd Hoffmann (Tiermediziner) (* 1940), deutscher Tiermediziner und Hochschullehrer
- Bernd von Hoffmann (1941–2011), deutscher Rechtswissenschaftler
- Bernd Hoffmann (Fußballspieler) (* 1946), deutscher Fußballspieler
- Bernd Hoffmann (Jazzhistoriker) (* 1953), deutscher Jazzhistoriker
- Bernd Hoffmann (* 1963), deutscher Fußballfunktionär
- Bernd Hoffmann (Poolbillardspieler), deutscher Poolbillardspieler
- Bernd Franco Hoffmann (* 1961), deutscher Autor
- Bernhard Hoffmann (Architekt, 1841) (1841–1887?), deutscher Architekt
- Bernhard Hoffmann (Astronom), deutscher Mathematiker, Astronom und Geodät
- Bernhard Hoffmann (Ornithologe) (1860–1948), deutscher Ornithologe und Hochschullehrer
- Bernhard Hoffmann (Architekt, II), deutscher Architekt und Baubeamter
- Bernhard Hoffmann (Politiker, 1871) (1871–1958), deutscher Landrat und Politiker (DNVP)
- Bernhard Hoffmann (Politiker, 1919) (1919–2017), deutscher Politiker (SPD)
- Bernhard Hoffmann (Hydrologe) (um 1935–2014), deutscher Hydrologe und Hochschullehrer
- Bernhard Hoffmann (Volleyballspieler) (* 1967), deutscher Volleyball- und Beachvolleyballspieler
- Bernward Hoffmann (Bibliothekar) (1945–2015), deutscher Bibliothekar
- Bernward Hoffmann (Erziehungswissenschaftler) (* 1955), deutscher Erziehungswissenschaftler
- Bert Hoffmann (* 1966), deutscher Politikwissenschaftler
- Bertha Hoffmann (1816–1892), deutsche Schriftstellerin
- Bettina Hoffmann (Archäologin) (1945–1997), deutsche Archäologin
- Bettina Hoffmann (Musikerin) (* 1959), deutsche Gambistin, Barockcellistin und Musikwissenschaftlerin
- Bettina Hoffmann (Politikerin) (* 1960), deutsche Politikerin (Bündnis 90/Die Grünen), MdB
- Birgitt Hoffmann (* 1953), deutsche Iranistin
- Bolko Hoffmann (1937–2007), deutscher Politiker (Pro DM) und Wirtschaftsjournalist
- Brigitte Hoffmann (* 1943), deutsche Tennisspielerin
- Brit Hoffmann, deutsche Handballspielerin
- Bruno Hoffmann (1913–1991), deutscher Musiker und Instrumentenentwickler

### C
- Cajetan Hoffmann (1840–1907), österreichischer Ordensgeistlicher
- Camill Hoffmann (1878–1944), böhmisch-tschechoslowakischer Diplomat und Schriftsteller
- Carola Hoffmann (* 1962), deutsche Hockeyspielerin
- Carl Hoffmann (Pfarrer, 1795) (1795–1878), deutscher Theologe und Politiker, MdL Kurhessen
- Carl Hoffmann (Verleger) (1802–1883), deutscher Verleger, Druckereibesitzer und Buchhändler
- Carl Hoffmann (Pfarrer, 1836) (1836–1903), deutscher Geistlicher
- Carl Hoffmann (Journalist) (1857–1917), deutscher Journalist und Politiker (SPD)
- Carl Hoffmann (1885–1947), deutscher Kameramann und Regisseur
- Carl Hoffmann (Admiral) (1923–2001), deutscher Flottillenadmiral
- Carl Hoffmann (Illustrator) (1930–2015), deutscher Grafiker und Illustrator
- Carl Christian Hoffmann (1709/1710–1779), deutscher Orgelbauer
- Carl Christoph von Hoffmann (1735–1801), deutscher Universitätskanzler
- Carl Franz Otto Hoffmann (1854–1936), deutscher Chemiker, Erfinder und Unternehmer, siehe Otto Hoffmann (Chemiker)
- Carl Friedrich Hoffmann (1925–2007), deutscher Afrikanist
- Carl Gottlieb Hoffmann (1794–1874), deutscher Textilindustrieller
- Carl Heinrich Hoffmann (Goldschmied) (1784/1788–1840), deutscher Goldschmied
- Carl Heinrich Hoffmann (Maler) (1818–1896), deutscher Maler
- Carl Heinrich Ludwig Hoffmann (1807–1881), deutscher Jurist und Hochschullehrer
- Carl Johann Hoffmann (1819–1874), deutscher Jurist und Politiker, MdR
- Carl Josef Hoffmann (1925–2017), deutscher Bildhauer
- Carl Julius Adolph Hugo Hoffmann (1801–1843), deutscher Kirchenmusiker und Komponist
- Carl Richard Hoffmann (1797–1877), deutscher Mediziner, Pathologe und Hochschullehrer
- Carl Wilhelm Hoffmann (1810–1895), deutscher Architekt
- Carla Schulz-Hoffmann (* 1946), deutsche Kunsthistorikerin
- Carlos Hoffmann (1936–2013), chilenischer Fußballspieler
- Carolina Hoffmann (* 1992), deutsche Schauspielerin
- Carsten Hoffmann (* vor 1971), deutscher Chemiker, Zellbiologe und Hochschullehrer
- Caspar Hoffmann (* 2007), deutscher Schauspieler
- Christa Hoffmann (1924–2000), deutsche Textilgestalterin
- Christa Hoffmann-Riem (1937–1990), deutsche Soziologin
- Christa Hoffmann-Warns (* 1935), deutsche Handballspielerin
- Christel Hoffmann (Theaterwissenschaftlerin) (* 1936), deutsche Theaterwissenschaftlerin und -pädagogin
- Christel Hoffmann (Politikerin) (1949–2018), deutsche Politikerin (SPD), MdL Hessen
- Christhard Hoffmann (* 1952), deutscher Historiker
- Christiaan Karel Hoffmann (1844–1903), niederländischer Arzt und Zoologe
- Christian Hoffmann (Dichter) (1634–1674), deutscher Lehrdichter und Rhetoriker
- Christian Hoffmann (* 1974), österreichischer Skilangläufer
- Christian Hoffmann (Wirtschaftswissenschaftler) (* 1978), deutscher Wirtschaftswissenschaftler und Hochschullehrer
- Christian Hoffmann (Basketballspieler) (* 1987), deutscher Basketballspieler
- Christian Hoffmann von Hoffmannswaldau (1616–1679), deutsch-schlesischer Lyriker
- Christian August Siegfried Hoffmann (1760–1813), deutscher Mineraloge
- Christian Friedrich Hoffmann (1762–1820), deutscher Mathematiker und Archäologe
- Christian Gottfried Hoffmann (auch Hofmann; 1692–1735), deutscher Rechtswissenschaftler und Historiker
- Christian Gotthold Hoffmann (auch Hofmann; 1713–1784), deutscher Finanzbeamter und Gelehrter
- Christiane Hoffmann (Journalistin, 1967) (* 1967), deutsche politische Journalistin und Korrespondentin
- Christiane Hoffmann (Journalistin, 1968) (* 1968), deutsche Gesellschaftsjournalistin und Moderatorin
- Christine Wenona Hoffmann (* 1986), deutsche evangelische Theologin
- Christoph Hoffmann (Landrat) (1802–1859), deutscher Landrat
- Christoph Hoffmann (Theologe) (1815–1885), deutscher Theologe und Stifter
- Christoph Hoffmann (Politiker) (* 1957), deutscher Politiker (FDP)
- Christoph Hoffmann (Wissenschaftsforscher) (* 1963), deutscher Wissenschaftsforscher
- Christoph Hoffmann (Hotelier) (* 1965), deutscher Hotelier
- Christoph Hoffmann (Leichtathlet), deutscher Ultralangstreckenläufer
- Christoph Jens Hoffmann (* 1983), deutscher Nachrichtensprecher und Redakteur
- Christoph Ludwig Hoffmann (Jurist) († 1797), deutscher Jurist
- Christoph Ludwig Hoffmann (Mediziner) (1721–1807), deutscher Arzt, Naturforscher und Erfinder
- Claas Hoffmann (* 1967), deutscher Autor, Musiker, Anthroposoph und Thelemit
- Claudia Hoffmann, Geburtsname von Claudia Grunwald (* 1982), deutsche Leichtathletin
- Claudia Hoffmann (Fußballspielerin) (* 1997), deutsche Fußballspielerin
- Claudia Traidl-Hoffmann, deutsche Ärztin und Universitätsprofessorin
- Claus-Wilhelm Hoffmann (1932–2025), deutscher Jurist und Politiker
- Conrad Hoffmann (1904–1989), deutscher Politiker (SPD), siehe Konrad Hoffmann (Politiker, 1904)
- Conrad Hoffmann (* 1969), deutscher Musiker, Bassist von Die Art
- Conrad Hoffmann (Rugbyspieler) (* 1987), südafrikanischer Rugbyspieler
- Cornelia Hoffmann-Bethscheider (* 1968), deutsche Politikerin (SPD)
- Cosmas Hoffmann OSB (* 1965), Abt der Abtei Königsmünster in Meschede
- Curt Hoffmann (Politiker) (1897–1961), deutscher Politiker (FDP), MdL Schleswig-Holstein
- Curt Hoffmann (Botaniker) (1898–1959), deutscher Botaniker

### D
- Daniel Hoffmann (Mediziner) (1695–1752), deutscher Mediziner
- Daniel Hoffmann (Germanist) (* 1959), deutscher Literaturwissenschaftler
- Daniel Hoffmann (Fußballspieler) (* 1971), deutscher Fußballspieler
- Daniel Hoffmann (Squashspieler) (* 1978), deutscher Squashspieler
- Daniel Hoffmann (Leichtathlet) (* 1995), deutscher Sprinter
- Daniela Hoffmann (* 1963), deutsche Schauspielerin
- Danne Hoffmann (* 1968), deutsche Schauspielerin
- David Hoffmann (Gelehrter) (1843–1921), Bibel- und Talmudforscher
- David Hoffmann (Bodybuilder) (* 1980), deutscher Bodybuilder
- David Marc Hoffmann (* 1959), Schweizer Germanist, Historiker und Archivar
- Deborah Hoffmann (* 1947/1949), US-amerikanische Filmemacherin
- Detlef Hoffmann (1940–2013), deutscher Kunsthistoriker
- Detlev W. Hoffmann (* 1961), deutscher Mathematiker und Hochschullehrer
- Dierk Hoffmann (* 1963), deutscher Historiker und Hochschullehrer
- Dieter Hoffmann (Mediziner) (1920–2009), deutscher Balneologe
- Dieter Hoffmann (Politiker) (1934–2005), deutscher Politiker (SPD), MdA Berlin
- Dieter Hoffmann (Schriftsteller) (1934–2024), deutscher Schriftsteller und Lyriker
- Dieter Hoffmann (Verbandsfunktionär) (* 1939), deutscher Wasserrettungsfunktionär
- Dieter Hoffmann (Leichtathlet) (1941–2016), deutscher Leichtathlet
- Dieter Hoffmann (Önologe) (* 1947), deutscher Agrarökonom, Önologe und Hochschullehrer
- Dieter Hoffmann (Historiker) (* 1948), deutscher Wissenschaftshistoriker
- Dieter Hoffmann (Physiker) (* 1950), deutscher Physiker
- Dieter Hoffmann (Literaturwissenschaftler) (* 1962), deutscher Literaturwissenschaftler
- Dieter Hoffmann-Axthelm (* 1940), deutscher Architekturkritiker und Stadtplaner
- Diethelm Hoffmann (Architekt) (1935–2021), deutscher Architekt
- Diethelm Hoffmann (Fußballspieler) (* 1953), deutscher Fußballspieler
- Diether H. Hoffmann (* 1929), deutscher Bank- und Wirtschaftsmanager
- Dietmar Hoffmann (* 1955), deutscher Fußballspieler
- Dietrich Hoffmann (Althistoriker) (* 1929), Schweizer Althistoriker
- Dietrich Hoffmann (Pädagoge) (1934–2023), deutscher Erziehungswissenschaftler
- Dietrich Hoffmann (Geologe) (1936–2008), deutscher Geologe
- Dietrich Hoffmann (Schriftsteller) (1936–2012), deutscher Schriftsteller auf Plattdeutsch
- Dirk Hoffmann (* 1972), deutscher Informatiker
- Dolores Hoffmann (* 1937), deutsch-estnische Glasmalerin

### E
- E. T. A. Hoffmann (1776–1822), deutscher Dichter, Komponist und Jurist
- Eberhard Hoffmann (Abt) (1878–1940), Abt der Abtei Marienstatt
- Eberhard Hoffmann (Ingenieur) (* 1928), deutscher Aktivist der Aufarbeitung der kommunistischen Diktatur
- Ecki Hoffmann (Eckehard Hoffmann; * 1955), deutscher Schauspieler und Sänger
- Edgar Hoffmann (Slawist) (1957–2021), österreichischer Slawist
- Edgar Hoffmann, deutscher Fußballtrainer
- Edith Hoffmann (Kunsthistorikerin, 1888) (1888–1945), ungarische Kunsthistorikerin
- Edith Hoffmann (Kunsthistorikerin, 1907) (auch: Edith Hoffmann-Yapou; 1907–2016), tschechoslowakisch-britisch-israelische Kunstkritikerin und Kunsthistorikerin
- Edith Hoffmann (Prähistorikerin) (1929–2025), deutsche Prähistorikerin
- Edmund Hoffmann (1907–1974), deutscher Beamter und Vertriebenenfunktionär
- Eduard Hoffmann (Gutsbesitzer) (1824–1909), Mitglied des Kurhessischen Kommunallandtags
- Eduard Hoffmann (Industrieller) (1832–1894), deutscher Industrieller
- Eduard Hoffmann (Unternehmer) (1892–1980), Schweizer Unternehmer
- Eduard Hoffmann (Sportjournalist) (* 1956), deutscher Sportjournalist
- Eduard Hoffmann-Krayer (1864–1936), Schweizer Volkskundler und Germanist
- Eileen Hoffmann (* 1984), deutsche Hockeyspielerin
- Ekke Hoffmann (* 1943), deutscher Handballtrainer
- Eleonore Hoffmann-Niefeling (1911–2003), deutsche Malerin
- Elfriede Hoffmann (1926–2010), deutsche Gewerkschafterin und Politikerin (SPD)
- Elisabeth Hoffmann (1607–1676), Opfer der Hexenprozesse in Idstein
- Elisabeth Hoffmann (Künstlerin) (1914–1973), deutsche Künstlerin
- Elke Bannach-Hoffmann (* 1949), deutsche Schriftstellerin und Verlegerin
- Elvira Hoffmann (* 1941), deutsche Schriftstellerin
- Emanuel Hoffmann (Philologe)  (1825–1900), österreichischer Klassischer Philologe
- Emanuel Hoffmann (Unternehmer) (1896–1932), Schweizer Unternehmer
- Emanuel Hoffmann-Müller (1643–1702), Pionier der Seidenbandindustrie in Basel
- Emil Hoffmann (Architekt) (1845–1901), deutscher Architekt
- Emil Hoffmann (Entomologe) (1877–1954), österreichischer Entomologe
- Emil Adolf Hoffmann (1879–1963), Schweizer Komponist
- Ephraim Gottlob Hoffmann (1738–1787), lutherischer Pfarrer von Lemberg
- Eric Hoffmann (Fußballspieler) (* 1984), luxemburgischer Fußballspieler
- Eric Hoffmann (Handballspieler) (* 1989), deutscher Handballspieler
- Erich Hoffmann (Mediziner) (1868–1959), deutscher Dermatologe
- Erich Hoffmann (Staatssekretär) (1871–1945), deutscher Jurist und Verwaltungsbeamter
- Erich Hoffmann (Politiker, 1885) (1885–1936), deutscher Politiker (KPD), MdHB
- Erich Hoffmann (Heimatforscher) (1902–1986), deutscher Buchhändler und Heimatforscher
- Erich Hoffmann (Agrarwissenschaftler) (1904–1989), deutscher Agrarwissenschaftler
- Erich Hoffmann (Politiker, I), deutscher Politiker (CDU), MdL Brandenburg
- Erich Hoffmann (Politiker, 1906) (1906–1959), deutscher Politiker (KPD), MdHB
- Erich Hoffmann (Bildhauer) (1910–1967), deutscher Bildhauer
- Erich Hoffmann (Radsportler) (1912–1990), deutscher Radsportler
- Erich Hoffmann (Historiker) (1926–2005), deutscher Historiker
- Erich Hoffmann (Fußballspieler) (* 1932), deutscher Fußballtorwart
- Erich Hoffmann (Politiker, 1940) (1940–2022), deutscher Politiker (CDU), Bürgermeister von Pfungstadt
- Erik Hoffmann (Maler) (* 1952), österreichischer Maler
- Erik Hoffmann (Radsportler) (* 1981), deutsch-namibischer Radsportler
- Erik Hoffmann (Eishockeyspieler) (* 1997), deutscher Eishockeyspieler
- Erika Hoffmann (1902–1995), deutsche Sozialpädagogin
- Ernst Hoffmann (1827–1877), deutscher Anatom siehe Karl Ernst Emil Hoffmann
- Ernst Hoffmann (Großdechant) (1840–1889), deutscher Theologe
- Ernst Hoffmann (Philosophiehistoriker) (1880–1952), deutscher Philosophiehistoriker
- Ernst Hoffmann (Politiker, 1881) (1881–nach 1925), deutscher Politiker (DVP), stellvertretendes Mitglied des preußischen Staatsrates
- Ernst Hoffmann (Holzbildhauer) (1905–1942), deutscher Holzbildhauer
- Ernst Hoffmann (Politiker) (1909–1984), deutscher Politiker
- Ernst Hoffmann (Philosoph) (1912–2003), deutscher Philosoph
- Ernst Hoffmann (Komponist) (1928–2016), deutscher Komponist und Dirigent
- Ernst Hoffmann (Architekt) (* 1949), österreichischer Architekt
- Ernst Emil Hoffmann (1785–1847), deutscher Unternehmer und Politiker
- Ernst Lothar Hoffmann, Geburtsname von Anagarika Govinda (1898–1985), deutscher Buddhist, Schriftsteller und Maler
- Ernst Paul Hoffmann (1891–1944), österreichischer Psychoanalytiker
- Ernst Theodor Amadeus Hoffmann, bekannt als E. T. A. Hoffmann (1776–1822), deutscher Schriftsteller, Jurist, Musiker und Zeichner
- Erwin Hoffmann (1940–2009), deutscher Fußballspieler
- Eugen Hoffmann (1892–1955), deutscher Bildhauer
- Eugen Ferdinand Hoffmann (1885–1971), deutscher Schriftsteller
- Eva Hoffmann-Aleith (1910–2002), deutsche Pastorin, Lehrerin und Schriftstellerin
- Ewald Alexander Hoffmann (1838–1899), deutscher Eisenbahnbeamter

### F
- Fabian Hoffmann (* 1964), deutscher Jurist und Richter am Bundesgerichtshof
- Falk Hoffmann (* 1952), deutscher Wasserspringer
- Felix Hoffmann (Chemiker) (1868–1946), deutscher pharmazeutischer Chemiker
- Felix Hoffmann (Heimatforscher) (1896–1968), deutscher Heimatforscher
- Felix Hoffmann (Künstler) (1911–1975), Schweizer Grafiker und Künstler
- Felix Hoffmann (Fotograf) (1929–2016), Schweizer Fotograf und Geschäftsinhaber
- Felix Hoffmann (Kunstwissenschaftler) (* 1972), deutscher Kunst- und Kulturwissenschaftler
- Felix Hoffmann (Badminton) (* 1981), deutscher Badmintonspieler
- Felix Hoffmann (Basketballspieler) (* 1989), deutscher Basketballspieler
- Felix Hoffmann (Skispringer) (* 1997), deutscher Skispringer
- Ferdinand Bernhard von Hoffmann (1731–1802), Kanzler des Fürstentums Lippe
- Fernand Hoffmann (1929–2000), Luxemburger Pädagoge
- Flora Hoffmann (1931–2013), deutsche Hörspielregisseurin
- Florence von Hoffmann (1891–1977), deutsche Politikerin (CDU), MdL Niedersachsen
- Florian Hoffmann (Schauspieler), deutscher Schauspieler
- Florian Hoffmann (Rechtswissenschaftler) (* 1972), deutscher Rechts- und Politikwissenschaftler
- Florian Hoffmann (Mediziner) (* 1974), deutscher Kinderarzt, Hochschullehrer und Verbandsfunktionär (DIVI)
- Florian Hoffmann (Sänger) (* 1977/1978), deutscher Sänger (Tenor)
- Florian Hoffmann (Synchronsprecher) (* 1978), deutscher Synchronsprecher
- Francis Hoffmann (1822–1903), US-amerikanischer Politiker deutscher Herkunft
- Francisco Hoffmann Lachnit (1902–1981), chilenischer Mediziner, Hochschullehrer, Physiologe
- Frank Hoffmann (Schauspieler) (1938–2022), deutsch-österreichischer Schauspieler
- Frank Hoffmann (Regisseur) (* 1954), luxemburgischer Regisseur
- Frank Hoffmann (Politiker) (* 1959), deutscher Politiker (Die Linke), MdL Sachsen-Anhalt
- Frank Hoffmann (Historiker) (* 1962), deutscher Historiker
- Frank Hoffmann (Schachspieler) (* 1963), deutscher Fernschachspieler
- Frank Hoffmann (Manager) (* 1966), Chef von RTL Deutschland
- Frank Hoffmann (Autor), deutscher Regisseur und Drehbuchautor
- Frank Albert Hoffmann (* 1944), US-amerikanischer Politiker (Louisiana)
- Frank Friedrich Hoffmann (* 1970), deutscher Organist und Kirchenmusiker
- Franz Hoffmann (Philosoph) (1804–1881), deutscher Philosoph, Schriftsteller und Hochschullehrer
- Franz Hoffmann (Politiker) (1811–1871), deutscher Lehrer, Geistlicher und Politiker, MdL Reuß älterer Linie
- Franz Hoffmann (Schriftsteller) (1814–1882), deutscher Buchhändler und Schriftsteller
- Franz Hoffmann (Bauunternehmer) (1844–1920), deutscher Bauunternehmer
- Franz Hoffmann (Generalmajor) (1848–1933), deutscher Generalmajor
- Franz Hoffmann (Verleger) (1850–um 1920), deutscher Verleger
- Franz Hoffmann (Bergbauunternehmer) (1866–1928), deutscher Unternehmensgründer
- Franz Hoffmann (Komponist) (1872–1946), österreichischer Militärkapellmeister und Komponist
- Franz Hoffmann (Architekt, 1881) (1881–1948), deutscher Architekt
- Franz Hoffmann (Architekt, 1884) (1884–1951), deutscher Architekt
- Franz Hoffmann (Verwaltungsjurist) (1889–1971), deutscher Landrat
- Franz Hoffmann (Grafiker) (* 1958), österreichischer Illustrator
- Franz Hoffmann-Fallersleben (1855–1927), deutscher Maler
- Franz Jakob Hoffmann (1851–1903), deutscher Maler
- Franz Josef Hoffmann  (1915–1992), deutscher Diplomat
- Franz L. Hoffmann (1851–1917), deutscher Ingenieur und Publizist
- Frederic de Hoffmann (1924–1989), US-amerikanischer Physiker
- Freia Hoffmann (* 1945), deutsche Musikwissenschaftlerin
- Friedel Hoffmann (1912–1997), deutsche Widerstandskämpferin und Parteifunktionärin (SED)
- Friedhelm Hoffmann (* 1966), deutscher Ägyptologe
- Friedrich Hoffmann der Ältere (1626–1675), deutscher Mediziner
- Friedrich Hoffmann (Autor, 1627) (1627–1673), deutscher Poet
- Friedrich Hoffmann (1660–1742), deutscher Mediziner und Hochschullehrer
- Friedrich Hoffmann (General) (1795–1879), deutscher General und Politiker
- Friedrich Hoffmann (Autor, 1796) (1796–1874), deutscher Pastor und Schriftsteller
- Friedrich Hoffmann (Geologe) (1797–1836), deutscher Geologe und Vulkanologe
- Friedrich Hoffmann (Mediziner, 1820) (1820–1863), deutscher Psychiater
- Friedrich Hoffmann (Pharmazeut) (Gottfried Friedrich Raphael Hoffmann; 1832–1904), deutscher Pharmazeut
- Friedrich Hoffmann (Jurist) (1875–1951), deutscher Verwaltungsjurist
- Friedrich Hoffmann (Wirtschaftswissenschaftler) (1880–1963), deutscher Wirtschaftswissenschaftler
- Friedrich Hoffmann (Politiker) (1902–1976), österreichischer Politiker (SPÖ) und Gewerkschafter
- Friedrich Hoffmann (Geograph) (1903–1984), deutscher Geograph und Regierungsbeamter
- Friedrich Hoffmann (Autor, 1922) (* 1922), deutscher Schriftsteller
- Friedrich Hoffmann-Scholtz (1841–1911), deutscher Generalleutnant
- Friedrich Albin Hoffmann (1843–1924), deutscher Anatom und Internist
- Friedrich Christoph Hoffmann (1708–1758), deutscher Pfarrer, Großvater von E. T. A. Hoffmann
- Friedrich Eduard Hoffmann (1818–1900), deutscher Baumeister
- Friedrich H. Hoffmann (1932–2016), deutscher Bauingenieur
- Friedrich Lorenz Hoffmann (1790–1871), deutscher Jurist und Bibliothekar
- Friedrich Moritz Hoffmann (Mediziner) (1683–1722), deutscher Mediziner
- Friedrich Moritz Hoffmann (Richter) (1818–1882), deutscher Jurist und Richter
- Friedrich Wilhelm Hoffmann (1803–1889), deutscher Theologe
- Frithjof Hoffmann (1931–2012), deutscher Schauspieler und Sänger
- Fritz Hoffmann (Admiral) (1861–1918), deutscher Konteradmiral
- Fritz Hoffmann (Entomologe) (1873–1945), österreichischer Insektenforscher und -sammler
- Fritz Hoffmann (Physiker) (1876–nach 1954), deutscher Physiker
- Fritz Hoffmann (Maler) (1885–1963), deutscher Maler
- Fritz Hoffmann (Pädagoge) (1898–1976), deutscher Reformpädagoge
- Fritz Hoffmann (Politiker, I), deutscher Politiker (LDP/LDPD), MdL Sachsen-Anhalt
- Fritz Hoffmann (Unternehmer) (1906–nach 1967), deutscher Unternehmer und Verbandsfunktionär
- Fritz Hoffmann (Geistlicher, Juni 1906) (1906–1975), deutscher Pfarrer
- Fritz Hoffmann (Geistlicher, August 1906) (1906–1996), deutscher Diakon
- Fritz Hoffmann (Widerstandskämpfer) (1907–1942), deutscher Arbeiterfunktionär und Widerstandskämpfer
- Fritz Hoffmann (Politiker, 1908) (1908–2000), deutscher Politiker (CDU), MdL Saarland
- Fritz Hoffmann (Theologe) (1913–2007), deutscher Geistlicher, Theologe und Philosoph
- Fritz Hoffmann (Schachkomponist) (1932–2016), deutscher Schachkomponist
- Fritz Hoffmann-Bug (1915–1997), deutscher Maler
- Fritz Hoffmann-La Roche (1868–1920), Schweizer Unternehmer
- Fritz Hugo Hoffmann (1891–1965), deutscher Komponist völkischer Lieder, Bundesführer der Artamanen

### G
- Gabriele Hoffmann-Rotter, deutsche Schauspielerin
- Gabriele Hoffmann (Schauspielerin) (1926–2019), deutsche Schauspielerin
- Gabriele Hoffmann (Schriftstellerin) (* 1942), deutsche Historikerin, Schriftstellerin und Journalistin
- Gabriele Hoffmann (Wahrsagerin) (* 1954), deutsche Wahrsagerin und Astrologin
- Gaby Hoffmann (* 1982), US-amerikanische Schauspielerin
- Georg Hoffmann (Orientalist) (1845–1933), deutscher Orientalist
- Georg Hoffmann (Baumeister) ca. 1612–1666
- Georg Hoffmann (Politiker, 1858) (1858–nach 1899), deutscher Verwaltungsjurist und Landrat
- Georg Hoffmann (Maler) (Georg Hoffmann sen.; nach 1860–1936/1937), deutscher Maler
- Georg Hoffmann (Schwimmer) (1880–1947), deutscher Schwimmer
- Georg Hoffmann (Politiker, II), deutscher Politiker (DNVP), MdL Preußen
- Georg Hoffmann (Grafiker) (Georg Hoffmann jun.; 1891–1975), deutscher  Grafiker
- Georg Hoffmann (Ornithologe) (1900–1963), deutscher Ornithologe, Naturfotograf und Schriftsteller
- Georg Hoffmann (Theologe) (1902–1988), deutscher Theologe und Hochschullehrer
- Georg Hoffmann (Ernährungswissenschafter) (* 1962), deutscher Ernährungswissenschafter und Hochschullehrer
- Georg Hoffmann (Historiker) (* 1979), österreichischer Historiker
- Georg Hoffmann-Ostenhof (* 1946), österreichischer Journalist
- Georg Hoffmann-Rothe (* 1900), deutscher Politiker
- Georg Christian Hoffmann (1627–1693), deutscher Politiker, Bürgermeister von Heilbronn
- Georg Franz Hoffmann (1760–1826), deutscher Botaniker, Lichenologe und Bryologe
- Georg Friedrich Hoffmann (Mediziner, 1764) (1764–1848), deutscher Arzt und Fachschriftsteller
- Georg Friedrich Hoffmann (Mediziner, 1957) (* 1957), deutscher Mediziner
- Georg Heinrich Hoffmann (1797–1868), deutscher Mathematiker, Feuerwerker, Artillerist, Pädagoge, Zeichner und Lithograf
- Georg Theodor Hoffmann (1848–1919), deutscher Richter
- Georg Wilhelm Hoffmann (1779–1844), deutscher Pädagoge und Schulgründer
- Gerd Hoffmann (Mediziner) (* um 1952), deutscher Internist, Sportmediziner und Hochschullehrer
- Gerd E. Hoffmann (* 1932), deutscher Schriftsteller
- Gerd-Rüdiger Hoffmann (* 1952), deutscher Politiker (Die Linke)
- Gerd Wilhelm Hoffmann (1930–2014), deutscher Energiewirtschaftler und Hochschullehrer
- Gerhard Hoffmann (Komponist) (1690–um 1756), deutscher Komponist und Bläser
- Gerhard Hoffmann (Physiker) (1880–1945), deutscher Physiker
- Gerhard Hoffmann (Schriftsteller) (Pseudonym Ernst Mann; 1887–1939), deutscher Schriftsteller und Rassentheoretiker
- Gerhard Hoffmann (General) (1887–1969), deutscher General der Flakartillerie
- Gerhard Hoffmann (Kapellmeister) (1898–1955), deutscher Orchesterleiter
- Gerhard Hoffmann (SS-Mitglied) (1908–1996), deutscher Jurist und SS-Führer
- Gerhard Hoffmann (Rechtswissenschaftler) (1917–2009), deutscher Rechtswissenschaftler
- Gerhard Hoffmann (Anglist) (1931–2018), deutscher Anglist und Amerikanist
- Gerhard Hoffmann (Arabist) (* 1941), deutscher Arabist
- Gerhard Hoffmann (Pädagoge) (* 1944), deutscher Pädagoge, Offizier und Sachbuchautor
- Germaine Hoffmann (1930–2024), luxemburgische bildende Künstlerin
- Gert Hoffmann (* 1946), deutscher Verwaltungsjurist und Politiker, Oberbürgermeister von Braunschweig
- Gert Günther Hoffmann (1929–1997), deutscher Schauspieler
- Gertrud Hoffmann (1901–1966), deutsche Stummfilmschauspielerin, die später als Gertrud Hoffman in Hollywood tätig war
- Giovanna Hoffmann (* 1998), deutsche Fußballspielerin
- Giovanni Hoffmann (um 1770 – 1814/40), österreichischer Mandolinist und Komponist
- Gisela Hoffmann (* 1963), deutsche Künstlerin
- Giselher W. Hoffmann (1958–2016), namibischer Schriftsteller
- Gleisi Hoffmann (* 1965), brasilianische Rechtsanwältin und Politikerin
- Gordon Hoffmann (* 1978), deutscher Politiker (CDU)
- Gottfried Hoffmann (Kartograf) (ca. 1630–1687), dänischer Kartograf
- Gottfried Hoffmann (Pädagoge) (1658–1712), deutscher evangelischer Pädagoge und Kirchenliederdichter
- Gottfried Hoffmann (Theologe) (1669–1728), deutscher Theologe und Hochschullehrer
- Gottfried Hoffmann (Pfarrer) (1930–2016), deutscher lutherischer Theologe
- Gottfried Hoffmann-Wellenhof (* 1950), österreichischer Autor, siehe Gottfried Hofmann-Wellenhof
- Gottfried Daniel Hoffmann (1719–1780), deutscher Rechtslehrer
- Gottfried Eberhard Hoffmann (* 1760–?), deutscher Verwaltungsjurist
- Gottfried Ernst Hoffmann (1898–1978), deutscher Archivar
- Gottlieb Wilhelm Hoffmann (1771–1846), deutscher Jurist und Politiker
- Gregor Hoffmann (* 1970), deutscher Politiker (CDU)
- Gretel Hoffmann-Kienscherf (1912–2012), Schweizer Kantonspolitikerin (EVP)
- Guido Hoffmann (Spieleautor) (* 1960), deutscher Spieleautor
- Guido Hoffmann (Musiker) (* 1964), deutscher Musiker
- Guido Hoffmann (Fußballspieler) (* 1965), deutscher Fußballspieler und -trainer
- Günter Hoffmann (Textilgestalter) (1923–1993), deutscher Textilgestalter
- Günter Hoffmann (Tiermediziner) (1924–1993), deutscher Veterinärmediziner, Pathologe und Hochschullehrer
- Günter Hoffmann (Schauspieler, I), deutscher Schauspieler und Regisseur
- Günter Hoffmann (Tischtennisspieler) (* um 1932), deutscher Tischtennisspieler
- Günter Hoffmann (Verkehrsplaner) (* 1933), deutscher Verkehrsplaner und Hochschullehrer
- Günter Hoffmann (Fußballspieler, 1934) (1934–2024), deutscher Fußballspieler und -trainer
- Günter Hoffmann (Politiker), deutscher Politiker
- Günter Hoffmann (Radsportler) (* 1939), deutscher Radrennfahrer
- Günter Hoffmann (Fußballspieler, 1942) (* 1942), deutscher Fußballspieler
- Günter Hoffmann (Schauspieler) (* 1944), deutscher Schauspieler und Tonassistent
- Günter Hoffmann (Orgelbauer) (* 1947), deutscher Orgelbauer
- Günter Hoffmann (1951–1984), deutscher Sänger, Mitglied von Hoffmann & Hoffmann
- Günter M. Hoffmann (1923–2013), deutscher Botaniker
- Günther Hoffmann (Autor) (1911–1986), deutscher Autor und Intendant
- Günther Hoffmann (Maler) (* 1944), deutscher Maler
- Günther Hoffmann (* 1944), deutscher Schauspieler, siehe Günter Hoffmann (Schauspieler)
- Günther Hoffmann-Guben (* 1938),  deutscher Schriftsteller, Musiker, Maler und Fotograf, siehe Günter Guben
- Günther Hoffmann-Schoenborn (1905–1970), deutscher Generalmajor
- Gunter Hoffmann (Radsportler) (* 1948), deutscher Radrennfahrer
- Gunter M. Hoffmann (* 1964), deutscher Jurist, Rechtswissenschaftler und Hochschullehrer
- Gunther Hoffmann (1933–2015), deutscher Kirchenmusikdirektor und Publizist
- Gustav Hoffmann (Politiker) (1806–1872), deutscher Politiker, MdL Hessen
- Gustav Hoffmann (Unternehmer) (1872–1935), deutscher Unternehmer
- Gustav Hoffmann (Historiker) (1875–1952), deutscher Pfarrer und Historiker
- Gustav Hoffmann (Maler) (1883–1974), deutscher Maler
- Gustav Hoffmann (Autor) (1885–vor 1954), deutscher Germanist und Religionsphilosoph
- Gustav Graben-Hoffmann (1820–1900), deutscher Gesangspädagoge, Komponist und Sänger
- Gustav Kurt Hoffmann (1891–1965), deutscher Schauspieler

### H
- Hajo Hoffmann (Politiker) (Hans-Joachim Hoffmann; 1945–2024), deutscher Politiker (SPD)
- Hajo Hoffmann (Musiker) (1958–2015), deutscher Jazzmusiker
- Hannes Hoffmann (1918–1988), österreichischer Sänger
- Hanns Hoffmann (Architekt) (1930–2014), deutscher Architekt
- Hanns Hoffmann-Lederer (1899–1970), deutscher Bildhauer, Grafiker und Designer
- Hans Hoffmann (Maler) (um 1530–1592), deutscher Maler
- Hans Hoffmann (Schriftsteller) (1848–1909), deutscher Schriftsteller
- Hans Hoffmann (Politiker, 1880) (1880–1949), deutscher Politiker (Zentrum)
- Hans Hoffmann (Kunsthistoriker) (1888–1955), Schweizer Kunsthistoriker
- Hans Hoffmann (Politiker, 1893) (1893–1952), deutscher Politiker (SPD)
- Hans Hoffmann (Biologe) (1896–1947), deutscher Zoologe
- Hans Hoffmann (Musiker) (1902–1949), deutscher Sänger (Tenor) und Musikwissenschaftler
- Hans Hoffmann (Architekt) (1904–1995), deutscher Architekt
- Hans Hoffmann (Politiker, 1915) (1915–2005), deutscher Politiker (SPD), Oberbürgermeister von Neckarsulm und Heilbronn
- Hans Hoffmann (Diplomat) (genannt Juan Hoffmann; 1916–1998), deutsch-spanischer Unternehmer, Schulgründer und Ehrendiplomat, Schlüsselfigur der deutsch-spanischen Beziehungen in der Francozeit
- Hans Hoffmann (Buchhändler) (1926–1998), deutscher Buchhändler und Schriftsteller, Verfasser zahlreicher Bücher über den Harz
- Hans Hoffmann (Fußballspieler) (1937–1968), deutscher Fußballspieler
- Hans Hoffmann (Physiker) (* 1943), deutscher Physiker
- Hans Hoffmann (Maler, 1954) (* 1954), deutscher Maler
- Hans Hoffmann-Ybbs (1928–2005), österreichischer Maler und Künstler
- Hans-Christoph Hoffmann (* 1935), deutscher Architekt und Kulturwissenschaftler
- Hans-Detlef Hoffmann (* 1947), deutscher Theologe
- Hans Georg Meyer-Hoffmann (* 1942), deutscher Komponist
- Hans-Heinrich Sandes von Hoffmann (1885–1941), deutscher Verwaltungsjurist, Regierungsvizepräsident in Arnsberg, Direktor des Oberversicherungsamtes Köslin
- Hans-Joachim Hoffmann (Ingenieur) (?–1980), deutscher Ingenieur und Hochschullehrer
- Hans-Joachim Hoffmann (1929–1994), deutscher Politiker (SED)
- Hans-Joachim Hoffmann  (1945–2024), deutscher Politiker (SPD), siehe Hajo Hoffmann (Politiker)
- Hans-Joachim Hoffmann-Nowotny (1934–2004), deutscher Soziologe
- Hans Lukas Hoffmann (1923–2016), Schweizer Mäzen und Unternehmer, siehe Luc Hoffmann
- Hans Peter Hoffmann (* 1957), deutscher Sinologe, Schriftsteller und Übersetzer
- Hans Ruprecht Hoffmann (um 1545–1617), deutscher Bildhauer und Steinmetz
- Hans-Ulrich Hirsch-Hoffmann (1900–1970), deutscher Gynäkologe und Hochschullehrer, führte in der NS-Zeit zahlreiche Sterilisierungen durch
- Hans Wilhelm Hoffmann (1754–1813), hessischer Geheimrat, Oberkriegsrat und Schriftleiter der Landeszeitung
- Hansi Hoffmann (1928–2015), deutscher Konzertpromoter und Fotograf
- Hartmann Samuel Hoffmann von Löwenfeld (1653–1709), deutscher Generalmajor
- Hartmut Hoffmann (Historiker) (1930–2016), deutscher Historiker
- Hartmut Hoffmann (Ingenieur) (* 1942), deutscher Ingenieur und Hochschullehrer
- Hartmut Hoffmann (Fußballspieler) (* 1943), deutscher Fußballspieler
- Hartmut Hoffmann-Berling (1920–2011), deutscher Mikrobiologe
- Hedwig Hoffmann (Schauspielerin) (1863–1925), deutsche Theaterschauspielerin
- Hedwig Hoffmann (Politikerin) (1863–1940), deutsche Politikerin (DNVP)
- Heike Hoffmann (* 1963), deutsche Fußballspielerin
- Heiko Hoffmann (* 1935), deutscher Politiker (CDU)
- Heiner Hoffmann (1915–1945), deutscher Radrennfahrer
- Heinrich Hoffmann (Bildhauer) (1576–1623), deutscher Bildhauer
- Heinrich Hoffmann (1669–1716), deutscher Astronom, siehe Johann Heinrich Hoffmann
- Heinrich Hoffmann (1809–1894), deutscher Psychiater, Lyriker und Kinderbuchautor
- Heinrich Hoffmann (Theologe, 1821) (1821–1899), deutscher Theologe
- Heinrich Hoffmann (Sagensammler) (1848–1918), deutscher Lehrer und Sagensammler
- Heinrich Hoffmann (Maler) (1859–1933), deutscher Maler
- Heinrich Hoffmann (Sportschütze) (1869–1932), deutscher Sportschütze
- Heinrich Hoffmann (Theologe, 1874) (1874–1951), deutscher evangelischer Theologe und Hochschullehrer
- Heinrich Hoffmann (Generalmajor, 1878) (1878–1969), deutscher Generalmajor
- Heinrich Hoffmann (Fotograf) (1885–1957), deutscher Fotograf, Politiker und Herausgeber
- Heinrich Hoffmann (Generalmajor, 1893) (1893–1967), deutscher Generalmajor
- Heinrich Hoffmann (Politiker) (1899–1979), deutscher Parteifunktionär (SPD/SED)
- Heinrich Hoffmann (Marineoffizier) (1910–1998), deutscher Marineoffizier
- Heinrich Hoffmann (Jagdflieger) (1913–1941), deutscher Jagdflieger
- Heinrich Adolf Valentin Hoffmann (1814–1896), deutscher Maler
- Heinrich Anton Hoffmann (1770–1842), deutscher Violinist und Komponist
- Heinrich Karl Hermann Hoffmann (1819–1891), deutscher Botaniker, siehe Hermann Hoffmann (Botaniker)
- Heinrich Paul Hoffmann (1856–1914), deutscher Baumeister und Politiker
- Heinrich Salomon Hoffmann (1794–1852), deutscher Unternehmer
- Heinz Hoffmann (General) (1910–1985), deutscher General und Politiker (SED)
- Heinz Hoffmann (Schwimmtrainer) (1914–2008), deutscher Schwimmtrainer
- Heinz Hoffmann (Maler) (1918–??), deutscher Maler
- Heinz Hoffmann (Diplomat) (* 1921), deutscher Gewerkschafter und Diplomat
- Heinz Hoffmann (Ingenieur) (1923–1999), deutsch-amerikanischer Mediziner und Ingenieur
- Heinz Hoffmann (Politiker, 1930) (1930–2013), deutscher Politiker, MdL Niedersachsen
- Heinz Hoffmann (Chemiker) (* 1935), deutscher Chemiker und Hochschullehrer
- Heinz Hoffmann (Politiker, 1954) (1954–2020), deutscher Politiker, MdL Sachsen
- Heinz Hugo Hoffmann (1906–1989), deutscher Jurist
- Heinz-Rudolf Hoffmann (1931–1978), deutscher Pädagoge und Politiker (CDU)
- Helen Hoffmann (* 2002), deutsche Skilangläuferin
- Helga von Hoffmann (1933–2005), deutsche Politikerin (SPD)
- Helga Hoffmann (* 1937), deutsche Leichtathletin
- Hella Hoffmann, deutsches Fotomodell Ende der 1920er
- Hellmut Hoffmann (Chemiker) (1926–2008/2009), deutscher Chemiker und Hochschullehrer
- Hellmut Hoffmann (Diplomat) (* 1951), deutscher Diplomat
- Helmut Hoffmann (Maler, 1904) (1904–1992), deutscher Maler
- Helmut Hoffmann (Tibetologe) (1912–1992), deutscher Tibetologe
- Helmut Hoffmann (Maler, 1928) (1928–1998), deutscher Maler
- Helmut Hoffmann (Unternehmer) (* 1941), deutscher Unternehmer
- Helmut Hoffmann (Maler, 1946) (H. L. P. Hoffmann; * 1946), deutscher Maler
- Helmut Hoffmann (Komiker) (* 1956), deutscher Komiker und Kabarettist
- Helmuth Hoffmann (1919–2010), deutscher Tischtennisspieler
- Hennes Hoffmann (1916–1992), deutscher Fußballspieler
- Henri Alfred Bernardin Hoffmann (1909–1979), französischer Bischof
- Herbert Hoffmann (Verleger) (1891–1950), deutscher Verleger
- Herbert Hoffmann (Politiker, 1896) (1896–1975), deutscher Politiker (SPD, FDP), MdL Württemberg-Baden
- Herbert Hoffmann (Politiker, 1912) (1912–1992), deutscher Politiker (DBD), MdL Thüringen
- Herbert Hoffmann (Tätowierer) (1919–2010), deutscher Tätowierer und Fotograf
- Herbert Hoffmann (Archäologe) (1930–2012), amerikanischer Klassischer Archäologe
- Herbert Manfred Hoffmann (1930–2018), deutscher Organist und Kirchenmusiker
- Hermann Hoffmann (Botaniker) (1819–1891), deutscher Botaniker
- Hermann Hoffmann (Philosoph) (1864–1937), deutscher Philosoph und Missionar
- Hermann von Hoffmann (1875–nach 1932), deutscher Jurist und Hochschullehrer
- Hermann Hoffmann (Theologe) (1878–1972), deutscher Theologe
- Hermann Hoffmann (Richter) (1880–1945), deutscher Richter
- Hermann Hoffmann (Mediziner, 1891) (1891–1944), deutscher Psychiater, Neurologe und Hochschullehrer
- Hermann Hoffmann (Mediziner, 1924) (1924–2012), deutscher Arzt
- Hermann Hoffmann (Hörfunkmoderator) (1928–1997), deutscher Hörfunkmoderator
- Hermann Hoffmann-Fölkersamb (1875–1955), deutscher Begründer des Wandervogels
- Hermann Theodor Hoffmann (1836–1902), deutscher Politiker (NLP), MdR
- Hermann Willy Hoffmann (1878–1977), deutscher Architekt, siehe Willy Hoffmann (Architekt)
- Hermine Hoffmann (1857–1945), deutsche Gönnerin Adolf Hitlers
- Hilde Hoffmann-Knopf (1901–nach 1954), deutsche Pianistin
- Hilmar Hoffmann (1925–2018), deutscher Kulturschaffender und -funktionär
- Hilmar Hoffmann (Pädagoge) (* 1961), deutscher Pädagoge
- Holger Hoffmann (* 1958), deutscher Sänger und Komponist, siehe Pampatut
- Holger Hoffmann (Fußballspieler) (* 1960), deutscher Fußballspieler
- Horst Hoffmann (Fußballspieler) (1922–1993), deutscher Fußballspieler
- Horst Hoffmann (Publizist) (1927–2005), deutscher Sachbuchautor und Publizist
- Horst Hoffmann (Physiker) (1932–2022), deutscher Physiker und Hochschullehrer
- Horst Hoffmann (Fußballspieler, 1935) (* 1935), deutscher Fußballspieler
- Horst Hoffmann (Sänger) (* 1935), deutscher Opernsänger (Tenor)
- Horst Hoffmann (Orgelbauer) (* 1944), deutscher Orgelbauer
- Horst Hoffmann (Maler) (* 1947), deutscher Maler, Grafiker und Architekt
- Horst Hoffmann (Schriftsteller) (* 1950), deutscher Schriftsteller
- Horst G. Hoffmann (* um 1940), deutscher Maler und Grafiker
- Hubert Hoffmann (1904–1999), deutsch-österreichischer Stadtplaner, Architekt, Autor und Maler
- Hubertus Hoffmann (* 1955), deutscher Journalist
- Hugo Hoffmann (Jurist) (1838–1893), deutscher Jurist und Politiker (NLP)
- Hugo Hoffmann (Unternehmer) (1844–1911), deutscher Konditor und Unternehmer
- Hugo Hoffmann (Grafiker) (* 1947), deutscher Grafiker und Verleger

### I
- Ida Hoffmann (* 1947), namibische Politikerin
- Immanuel Hoffmann (1710–1772), deutscher Theologe, Philologe und Hochschullehrer
- Ingeborg Hoffmann (Schauspielerin) (1921–1985), deutsche Schauspielerin
- Ingeborg Hoffmann (Politikerin) (1923–2012), deutsche Politikerin (CDU)
- Ingeborg Hoffmann (Hethitologin) (1943–2011), deutsche Hethitologin
- Ingfried Hoffmann (* 1935), deutscher Jazzmusiker
- Ingo Hoffmann (* 1953), brasilianischer Automobilrennfahrer
- Iris Hoffmann (* 1963), deutsche Politikerin (SPD)
- Irmgard Hoffmann (1911–nach 1961), deutsche Schauspielerin
- Isabelle Hoffmann (* 1984), luxemburgische Radrennfahrerin
- Ivana Hoffmann (1995–2015), deutsche Kommunistin und Milizionärin

### J
- Jakob Hoffmann (Maler, 1815) (1815–1884), Schweizer Arzt und Maler
- Jakob Hoffmann, siehe Franz Jakob Hoffmann (1851–1903), deutscher Maler
- Jakob Hoffmann (Rabbiner) (1881–1956), bis 1937 orthodoxer Rabbiner an der Börneplatz-Synagoge in Frankfurt am Main
- Jakob Hoffmann (Politiker) (1895–nach 1954), deutscher Politiker (SPS)
- Jakob Oeri-Hoffmann (1920–2006), Schweizer Arzt, Politiker, Unternehmer und Mäzen
- Jakob Daniel Hoffmann (1808–1885), deutscher Schriftsteller
- Jakob Friedrich Hoffmann (1758–1830), polnischer Arzt, Apotheker und Botaniker
- Jakob Osswald Hoffmann (1896–1972), deutscher Unternehmer
- Jan Hoffmann (Eiskunstläufer) (* 1955), deutscher Eiskunstläufer
- Jan Hoffmann (Rechtswissenschaftler) (* 1972), deutscher Rechtswissenschaftler und Hochschullehrer
- Jan Hoffmann (Fußballspieler) (* 1979), deutscher Fußballspieler
- Jan Hoffmann (Koch) (* 1983), deutscher Koch
- Jan Felix Hoffmann (* 1983), deutscher Rechtswissenschaftler und Hochschullehrer
- Janika Hoffmann (* 1995), deutsche Autorin und Streamerin
- Jannes Hoffmann (* 1996), deutscher Fußballspieler
- János Hoffmann (1895–1944), ungarisches Opfer des Holocaust
- Jelena Hoffmann (* 1947), deutsche Politikerin (SPD)
- Jens Hoffmann (Verleger) (1907–nach 1970), deutscher Jurist, Verleger und Verbandsfunktionär
- Jens Hoffmann (Psychologe) (* 1968), deutscher Kriminalpsychologe
- Jens Hoffmann (Regisseur) (* 1968), deutscher Regisseur, Kameramann und Drehbuchautor
- Jens Hoffmann (Kurator) (Jens Hoffmann Mesèn; * 1972/1974), Kurator und Autor
- Jerry Hoffmann (* 1989), deutscher Schauspieler
- Jim Hoffmann (1962–2024), kanadisch-deutscher Eishockeyspieler
- Joachim Hoffmann (1930–2002), deutscher Historiker
- Joachim Hoffmann (Komponist) (1784–1856), österreichischer Komponist und Musiklehrer
- Joachim Hoffmann (SS-Mitglied) (1905–1934), deutsches SS-Mitglied
- Joachim Hoffmann (Gewerkschafter) (1922–2002), deutscher Gewerkschafter (FDGB) und Autor
- Joachim Hoffmann (Politiker) (1923–2016), deutscher Politiker (SED), Bezirksbürgermeister in Berlin
- João Aloysio Hoffmann (1919–1998), brasilianischer Geistlicher, Bischof von Erexim
- Jochen Hoffmann (Pädagoge), deutscher Pädagoge
- Jochen Hoffmann (Kommunikationswissenschaftler) (* 1969), deutscher Kommunikationswissenschaftler und Hochschullehrer
- Jochen Hoffmann (Jurist) (* 1971), deutscher Wirtschaftsjurist und Hochschullehrer
- Johann Hoffmann (Abt) (1552–1614), österreichischer Benediktiner
- Johann Hoffmann (Verleger) (1629–1698), deutscher Verleger
- Johann Hoffmann (Dichter) (1644–1718), deutscher Kirchenliederdichter und Pädagoge
- Johann Hoffmann (Aufständischer) († 1706), deutscher Aufständischer
- Johann Hoffmann (Orgelbauer) (um 1660–1725), deutscher Orgelbauer
- Johann Hoffmann (um 1770–1814/1840), österreichischer Mandolinist und Komponist, siehe Giovanni Hoffmann
- Johann Hoffmann (Theaterdirektor) (1803–1865), österreichischer Theaterdirektor
- Johann Hoffmann (Mediziner) (1857–1919), deutscher Neurologe und Neuropathologe
- Johann Hoffmann (Basketballspieler) (1940–2023), österreichischer Basketballspieler
- Johann A. T. Hoffmann (Johann Anton Theodor Hoffmann; 1807–1890), deutscher Lehrer und Politiker
- Johann Adam Hoffmann (1707–1781), deutscher Mediziner und Botaniker
- Johann Adolf Hoffmann (1676–1731), deutscher Autor und Übersetzer
- Johann Balthasar von Hoffmann (1639–1705), deutscher Advokat und Drost
- Johann Benedikt Hoffmann der Ältere (1667/1668–1745), Maler in Danzig
- Johann Benedikt Hoffmann der Jüngere (um 1700–1765/1777), Maler in Danzig und Warschau
- Johann Christian Hoffmann (1683–1750), deutscher Instrumentenbauer
- Johann Daniel Hoffmann (1740–1814), deutscher Rechtswissenschaftler und Hochschullehrer
- Johann Eberhard Hoffmann (1708–1767), deutscher Politiker, Bürgermeister von Elberfeld
- Johann Franz Hoffmann (1699–um 1766), deutscher Maler
- Johann Friedrich Hoffmann (Jurist) (1710–1759), kursächsischer Jurist, Bergbeamter und Politiker
- Johann Friedrich Hoffmann (Sänger) (1929–2015), deutscher Sänger (Tenor) und Philologe
- Johann Friedrich Eckhard-Hoffmann (1800–1858), Kaufmann und Politiker der Freien Stadt Frankfurt
- Johann Georg Hoffmann (Komponist) (1700–1780), deutscher Organist und Komponist
- Johann Georg Hoffmann (Mediziner) (1712–1755), deutscher Mediziner
- Johann Gottfried Hoffmann (1765–1847), deutscher Schriftsteller und Statistiker
- Johann Gottlieb von Hoffmann (1724–1797), deutscher Generalmajor
- Johann Heinrich Hoffmann (1669–1716), deutscher Astronom
- Johann Isaac Hoffmann (1751–1834), deutscher Politiker
- Johann Jacob Hoffmann (Mediziner), deutscher Mediziner und Entomologe
- Johann Jakob Hoffmann (1635–1706), Schweizer Theologe, Historiker und Lexikograf, siehe Johann Jakob Hofmann (Theologe)
- Johann Jakob Hoffmann (Glockengießer) († 1707), deutscher Glockengießer
- Johann Josef Ignaz von Hoffmann (1777–1866), deutscher Mathematiker
- Johann Joseph Hoffmann (1805–1878), deutscher Sinologe und Japanologe
- Johann Karl Hoffmann (1719–1770), deutscher Mediziner
- Johann Michael Hoffmann (Medailleur) (1656–1736), deutscher Medailleur und Graveur
- Johann Michael Hoffmann (Mediziner) (1741–1799), deutscher Mediziner, Schriftsteller und Dramatiker
- Johann Wilhelm Hoffmann (1710–1739), deutscher Historiker, Rechtswissenschaftler und Publizist
- Johanna Hoffmann (1930–2015), deutsche Schriftstellerin
- Johannes Hoffmann (1644–1718), evangelischer Kirchenliederdichter, siehe Johann Hoffmann (Dichter)
- Johannes Hoffmann (Bildhauer) (1844–1920), dänischer Bildhauer
- Johannes Hoffmann (Politiker, 1867) (1867–1930), deutscher Politiker (SPD)
- Johannes Hoffmann (Märtyrer) (1868–1919), deutsch-russischer Geistlicher und Märtyrer
- Johannes Hoffmann (Politiker, 1889) (1889–1960), deutscher Politiker (Zentrum)
- Johannes Hoffmann (Politiker, 1890) (1890–1967), deutscher Politiker (CVP)
- Johannes Hoffmann (Theologe) (1910–1977), deutscher Theologe
- Johannes Hoffmann (Wirtschaftsethiker) (* 1937), deutscher Moraltheologe und Sozialethiker
- Johannes Hoffmann (Historiker) (* 1937), deutscher Historiker und Osteuropaexperte
- Johannes Hoffmann (Mediziner) (* 1968), deutscher Chirurg
- Johannes Hoffmann von Schweidnitz († 1451), deutscher Theologe, Hochschullehrer und Geistlicher, Bischof von Meißen
- Johannes Baptist Hoffmann (1857–1928), deutscher Missionar, Ethnograph, Linguist und Sozialreformer
- Johannes-Leo Hoffmann (1941–1972), Todesopfer an der innerdeutschen Grenze
- Jonas Hoffmann (Politiker) (* 1985), deutscher Politiker (SPD)
- Jonas Hoffmann (Triathlet) (* 1996), deutscher Triathlet
- Jonas Hoffmann (Futsalspieler) (* 1992), deutscher Futsalspieler
- Jörg Hoffmann (Bildhauer) (1936–1993), deutscher Bildhauer und Maler
- Jörg Hoffmann (Rennrodler) (* 1963), deutscher Rennrodler
- Jörg Hoffmann (Schwimmer) (* 1970), deutscher Schwimmer
- Josef Hoffmann (Sänger) († nach 1777), deutscher Sänger (Bass)
- Josef Hoffmann (Kantor) (1808–??), deutscher Kantor
- Josef Hoffmann (Geistlicher, I), deutscher Geistlicher und Politiker, MdL Sachsen
- Josef Hoffmann (Maler) (1831–1904), österreichischer Maler
- Josef Hoffmann (Geistlicher, 1852) (1852–um 1918), deutscher Organist und Geistlicher
- Josef Hoffmann (Architekt) (1870–1956), österreichischer Architekt und Designer
- Josef Hoffmann (Dirigent) (1873–1915), tschechischer Dirigent
- Josef Hoffmann (Chemiker) (1873–1945), österreichischer Chemiker
- Josef Hoffmann (Architekt, 1886) (1886–nach 1926), deutscher Architekt
- Josef Hoffmann (Politiker, I), deutscher Politiker (DNVP), MdHB
- Josef Hoffmann (Lehrer) (Der Haubergswanderer; 1896–1974), deutscher Lehrer, Publizist und Heimatautor
- Josef Hoffmann (Widerstandskämpfer) (1900–1944), österreichischer Widerstandskämpfer
- Josef Hoffmann (Politiker, 1920) (1920–2011), österreichischer Politiker (ÖVP), Wiener Landtagsabgeordneter
- Josef Raimund Hoffmann (1823–1892), österreichischer Mediziner
- Joseph Hoffmann (Maler) (1764–1812), deutscher Maler
- Joseph Hoffmann (Geiger) (1764–1843), österreichischer Violinist
- Joseph Hoffmann (Baumeister) (1810–1881), deutscher Baumeister und Politiker
- Joseph Marzell Hoffmann (1809–1888), Schweizer Politiker und Richter
- Josta Hoffmann (* 1942), deutsche Schauspielerin
- Jules Hoffmann (* 1941), luxemburgisch-französischer Biologe und Hochschullehrer
- Julika Hoffmann (* 1998), deutsche Beachvolleyballspielerin
- Julius Hoffmann (Politiker, 1806) (1806–1866), deutscher Verwaltungsjurist und Politiker, MdL Preußen
- Julius Hoffmann (Politiker, 1810) (1810–1882), deutscher Politiker, MdR
- Julius Hoffmann (Pädagoge) (1812–1869), deutscher Pädagoge
- Julius Hoffmann (Verleger) (1833–1904), deutscher Verleger, siehe Thienemann-Esslinger Verlag
- Julius Hoffmann (Unternehmer) (1875–1927), Schweizer Industrieller
- Julius Hoffmann (Architekt) (1910–1975), deutscher Architekt
- Jürgen Hoffmann (Maler) (1943–2021), deutscher Maler, Hochschullehrer und Autor
- Jürgen Hoffmann (Politikwissenschaftler) (1944–2009), deutscher Politikwissenschaftler und Hochschullehrer
- Jürgen Hoffmann (Lichtdesigner), deutscher Lichtdesigner
- Jürgen Hoffmann (Leichtathlet) (* 1953), deutscher Langstreckenläufer
- Jürgen Hoffmann (Mediziner) (* 1965), deutscher Mund-Kiefer-Gesichtschirurg und Hochschullehrer
- Justin Hoffmann (* 1955), deutscher Kurator
- Jutta Hoffmann (* 1941), deutsche Schauspielerin

### K
- Kajetan Hoffmann (1840–1907), österreichischer Geistlicher
- Käthe Hoffmann (1883–nach 1941), deutsche Botanikerin
- Karel Hoffmann (Musiker) (1872–1936), tschechischer Geiger und Musikpädagoge
- Karel Hoffmann (Maler) (1906–1998), tschechischer Maler
- Karel Hoffmann (Politiker) (1924–2013), tschechischer Politiker und Parteifunktionär (KSČ)
- Karl Hoffmann (Mediziner, 1707) (1707–??), deutscher Mediziner
- Karl Hoffmann (Politiker, 1770) (1770–1829), deutscher Politiker
- Karl Hoffmann (Bildhauer) (1816–1872), deutscher Künstler
- Karl Hoffmann (Politiker, 1819) (1819–1874), deutscher Politiker, MdL Hessen
- Karl Hoffmann (Politiker, 1820) (1820–1895), Schweizer Politiker
- Karl Hoffmann (Naturforscher) (1823–1859), deutscher Arzt und Naturforscher
- Karl von Hoffmann (General) (1832–1903), deutscher General der Infanterie
- Karl Hoffmann (Politiker, 1833) (1833–1909), deutscher Politiker (NLP), MdL Baden
- Karl Hoffmann (Maler, 1838) (1838–um 1900), deutscher Maler
- Karl Hoffmann (General, 1841) (1841–1902), deutscher Generalmajor
- Karl Hoffmann (General, 1846) (1846–1926), deutscher Generalmajor
- Karl Hoffmann (Politiker, 1857) (1857–1933), deutscher Politiker (DDP), MdL Baden
- Karl Hoffmann (Architekt, 1876) (1876–nach 1929), deutscher Architekt
- Karl Hoffmann (Publizist) (1876–1935), deutscher Publizist
- Karl Hoffmann (Mediziner, 1885) (1885–1941), deutscher Arzt
- Karl Hoffmann (Architekt, 1887) (1887–1957), österreichischer Architekt
- Karl Hoffmann (Geistlicher, 1887) (1887–1968), deutscher Ordensgeistlicher
- Karl Hoffmann (Polizist) (1887–1970), deutscher Polizeibeamter und SS-Führer
- Karl Hoffmann (Jurist) (1891–1969), deutscher Wirtschaftsjurist
- Karl Hoffmann (Maler, 1893) (1893–1972), österreichischer Maler
- Karl Hoffmann (Admiral) (1895–1945), deutscher Konteradmiral
- Karl Hoffmann (Geologe, 1897) (1897–1988), deutscher Geologe und Paläontologe
- Karl Hoffmann (Politiker, 1901) (1901–1981), deutscher Politiker (FDP)
- Karl Hoffmann (Ruderer) (1906–??), deutscher Ruderer
- Karl Hoffmann (Jurist, 1908) (1908–1978), deutscher Jurist
- Karl Hoffmann (Fußballspieler, I), deutscher Fußballspieler (Hannover, Bielefeld)
- Karl Hoffmann (Geistlicher, 1909) (1909–1989), deutscher Geistlicher
- Karl Hoffmann (Indogermanist) (1915–1996), deutscher Indologe und Indogermanist
- Karl Hoffmann (Maler, 1925) (* 1925), tschechisch-deutscher Maler
- Karl Hoffmann (Geologe, 1928) (1928–2017), deutscher (Hydro-)Geologe
- Karl Hoffmann (Fußballspieler, 1935) (1935–2020), deutscher Fußballspieler (Düsseldorf)
- Karl Hoffmann (Geistlicher, 1940) (1940–2020), deutscher Ordensgeistlicher
- Karl Hoffmann (General, 1938) (1938–2011), deutscher Brigadegeneral
- Karl Hoffmann-Scholtz (1830–1888), deutscher Verwaltungsjurist und Politiker
- Karl August Hoffmann (Apotheker) (1756–1833), deutscher Apotheker
- Karl August Hoffmann (1841–1902), preußischer Generalmajor, siehe Karl Hoffmann (General, 1841)
- Karl August Julius Hoffmann (1812–1869), deutscher Pädagoge, siehe Julius Hoffmann (Pädagoge)
- Karl August Otto Hoffmann (1853–1909), deutscher Lehrer und Botaniker, siehe Otto Hoffmann (Botaniker)
- Karl-Dieter Hoffmann (* 1950), deutscher Politikwissenschaftler
- Karl Ernst Hoffmann (1926–2014), österreichischer Chorleiter, Dirigent und Komponist
- Karl Ernst Emil Hoffmann (1827–1877), deutscher Anatom
- Karl Franz Hoffmann (1897–nach 1967), deutscher Zahnmediziner und Eugeniker
- Karl Friedrich August Hoffmann (* 1821), deutscher Jurist und Politiker
- Karl Friedrich Vollrath Hoffmann (1796–1842), deutscher Geograph und Schriftsteller
- Karl Georg Hoffmann (1796–1865), deutscher Politiker
- Karl-Heinz Hoffmann (1910–1985), deutscher Brigadegeneral und Politiker (SED), siehe Heinz Hoffmann (General)
- Karl Heinz Hoffmann (SS-Mitglied) (auch Karl-Heinz Hoffmann; 1912–1975), deutscher Jurist, SS-Sturmbannführer und Gestapomitarbeiter
- Karl-Heinz Hoffmann (Jagdflieger), deutscher Jagdflieger
- Karlheinz Hoffmann (Bildhauer) (1925–2011), deutscher Bildhauer, Maler und Dichter
- Karlheinz Hoffmann (Jesuit) (1927–2012), deutscher Ordensgeistlicher und Journalist
- Karl-Heinz Hoffmann (Politiker) (* 1928), deutscher Politiker (CDU)
- Karl-Heinz Hoffmann (Rechtsextremist) (* 1937), deutscher Rechtsextremist
- Karl-Heinz Hoffmann (Mathematiker) (* 1939), deutscher Mathematiker
- Karl-Heinz Hoffmann (Maler) (* 1950), deutscher Maler
- Karl Heinz Hoffmann (Physiker) (* 1953), deutscher Physiker und Hochschullehrer
- Karl-Helmhold Hoffmann (* 1930), Schweizer Kunstschmied, siehe Teddy Hoffmann
- Karl Johannes Hoffmann (1898–1964), deutscher Politiker (FDP) und Mediziner
- Karol Hoffmann (Leichtathlet, 1913)  (1913–1971), polnischer Leichtathlet
- Karol Hoffmann (Leichtathlet, 1989) (* 1989), polnischer Leichtathlet
- Kathrin Hoffmann-Curtius (1937–2023), deutsche Kunsthistorikerin
- Kathryn Hoffmann (* 1975), österreichische Ärztin
- Katinka Hoffmann (1938–2021), deutsche Schauspielerin
- Katja Hoffmann (* 1974), deutsche Hochschullehrerin für Kunstpädagogik
- Katja Rathje-Hoffmann (* 1963), deutsche Politikerin (CDU)
- Katrin Hoffmann (Schriftstellerin) (* 1966), deutsche Journalistin und Schriftstellerin
- Katrin Hoffmann (Bühnenbildnerin) (* 1967),  deutsche Bühnenbildnerin, Szenenbildnerin und Kostümbildnerin
- Katrin Hoffmann (Turnerin) (* 1978), deutsche Rhythmische Sportgymnastin
- Katrin Hoffmann (Medizinerin) (* 1980), deutsche Chirurgin
- Kerstin Hoffmann (* 1976), deutsche Fußballspielerin
- Kevin Hoffmann (* 1995), deutscher Fußballspieler
- Kitty Hoffmann (1900–1968), österreichische Fotografin
- Klaus Hoffmann (Architekt) (1889–1981), deutscher Architekt
- Klaus Hoffmann (Beamter) (1926–2015), deutscher Verwaltungsbeamter
- Klaus Hoffmann (Kurator) (1934–2004), deutscher Kurator und Kunstbuchautor
- Klaus Hoffmann (Fußballspieler) (* 1934), deutscher Fußballspieler
- Klaus Hoffmann (Chemiker) (1938–2023), deutscher Chemiker und Karl-May-Forscher
- Klaus Hoffmann (Liedermacher) (* 1951), deutscher Sänger und Schauspieler
- Klaus Hoffmann (Produzent) (* 1963), deutscher Fernsehproduzent und Sportmanager
- Klaus Hoffmann (Leichtathlet), deutscher Leichtathlet
- Klaus Hoffmann-Holland (* 1971), deutscher Rechtswissenschaftler, Kriminologe und Hochschullehrer
- Klaus Hoffmann-Hoock (1951–2017), deutscher Musiker
- Klaus Hoffmann-Reicker (* 1939), deutscher Schriftsteller, Publizist und Historiker
- Klaus H. Hoffmann (* 1946), deutscher Biologe und Hochschullehrer
- Klaus-Peter Hoffmann (* 1943), deutscher Neurowissenschaftler
- Klaus W. Hoffmann (* 1947), deutscher Schriftsteller und Liedermacher
- Klementine Hoffmann (1798–1845), polnische Schriftstellerin, siehe Klementyna Hoffmanowa
- Knut-Peter Hoffmann (* 1957), deutscher Maler
- Konrad Hoffmann (Theologe) (1867–1959), deutscher Theologe
- Konrad Hoffmann (Politiker, 1894) (1894–1977), sowjetischer Politiker russlanddeutscher Herkunft
- Konrad Hoffmann (Politiker, 1904) (1904–1989), deutscher Politiker (SPD)
- Konrad Hoffmann (Kunsthistoriker) (1938–2007), deutscher Kunsthistoriker
- Konstanze Hoffmann, siehe Konstanze Vernon
- Kurt Hoffmann (Ruderer) (1890–1976), deutscher Ruderer
- Kurt Hoffmann (Politiker), deutscher Politiker (CDU), MdV
- Kurt Hoffmann (Fußballspieler) (1910–?), deutscher Fußballspieler
- Kurt Hoffmann (Filmregisseur) (1910–2001), deutscher Filmregisseur
- Kurt Caesar Hoffmann (1895–1988), deutscher Vizeadmiral
- Kyra Daniela Hoffmann (* 1971), deutsche Medizinjournalistin und Heilpraktikerin

### L
- Lara Hoffmann (* 1991), deutsche Leichtathletin
- Laura Hoffmann (* 1991), deutsche Fußballspielerin
- Laurentius Hoffmann (1582–1630), deutscher Mediziner und Naturforscher
- Leberecht Hoffmann (1863–1928), deutscher Unternehmer und Politiker
- Leni Hoffmann (* 1962), deutsche Künstlerin
- Leonard Hoffmann, Baron Hoffmann (* 1934), britischer Jurist
- Leonhard Hoffmann (1845–1921), deutscher Tierarzt und Politiker (Deutsche Volkspartei)
- Léopold Hoffmann (1915–2008), Luxemburger Schriftsteller
- Leopold Alois Hoffmann (1760–1806) (eigentlich Franz Leopold), zunächst Aufklärer, Freimaurer u. Pamphletist, ab 1791 fanatischer Reaktionär
- Lieselotte Eltz-Hoffmann (1921–2019), österreichische Schriftstellerin
- Lina Hoffmann, deutsche Opernsängerin im Stimmfach Mezzosopran
- Linus Hoffmann (* 2002), deutscher Basketballspieler
- Lisa Hoffmann (* 1989), deutsche Künstlerin
- Lola Hoffmann (1904–1988), lettisch-deutsch-chilenische Ärztin
- Lore Hoffmann (Sängerin) (1911–1996), deutsche Opernsängerin (Sopran)
- Lore Hoffmann (* 1996), Schweizer Mittelstreckenläuferin
- Lorenz Hoffmann (Politiker) (1892–1967), deutscher Politiker (CDU) und Landrat
- Lorenz Hoffmann (Autor) (* 1974), deutscher Hörspielautor
- Lothar Hoffmann (* 1928), deutscher Sprachwissenschaftler
- Lothar Hoffmann (SS-Mitglied) (1905–1992), deutscher SS-Hauptsturmführer und verurteilter Kriegsverbrecher.
- Lothar Hoffmann-Erbrecht (1925–2011), deutscher Musikwissenschaftler und Hochschullehrer
- Louis Ernst Heinrich Hoffmann (1858–1919), deutscher Generalmajor
- Louise Albertine Hoffmann (1748–1796), Mutter des Dichters E. T. A. Hoffmann
- Luc Hoffmann (Lukas Hoffmann; 1923–2016), Schweizer Mäzen und Unternehmer
- Luca Hoffmann (* 2001), deutscher Politiker (SPD)
- Ludger Hoffmann (* 1951), deutscher Sprachwissenschaftler
- Ludwig von Hoffmann (1796–1878), deutscher Generalmajor
- Ludwig Hoffmann (Schauspieler, 1845) (um 1845–nach 1902), Schauspieler
- Ludwig Hoffmann (Architekt) (1852–1932), deutscher Architekt
- Ludwig Hoffmann (Schauspieler, 1865) (1865–1903), deutscher Schauspieler
- Ludwig Hoffmann (Bergmeister) (1868–1943), deutscher Bergmeister und Industriemanager
- Ludwig Hoffmann (Politiker), deutscher Politiker (LDP/LDPD), MdL Sachsen-Anhalt
- Ludwig Hoffmann (Pianist) (1925–1999), deutscher Pianist
- Ludwig Hoffmann (Theaterwissenschaftler) (1932–1997), deutscher Theaterwissenschaftler
- Ludwig Hoffmann (Politiker, 1943) (* 1943), deutscher Politiker (SPD)
- Ludwig Hoffmann-Rumerstein (1937–2022), österreichischer Großkomtur des Malteserordens
- Ludwig Ferdinand von Hoffmann (1796–1856), deutscher Bankier
- Ludwig Hermann Hoffmann (1819–1898), deutscher Kaufmann und Politiker
- Luise Hoffmann (1910–1935), deutsche Pilotin
- Lukas Hoffmann (Kanute) (* 1984), deutscher Kanute
- Lukas Hoffmann (Fußballspieler) (* 1997), deutscher Fußballspieler
- Lutz Hoffmann (Wirtschaftswissenschaftler) (1934–2019), deutscher Wirtschaftswissenschaftler
- Lutz Hoffmann (Geistlicher) (* 1935), deutscher Geistlicher und Kirchenlieddichter
- Lutz Hoffmann (Richter) (* 1957), deutscher Jurist und Richter
- Lutz Hoffmann (Turner) (1959–1997), deutscher Turner

### M
- Magdalena Hoffmann (* 1990), Schweizer Harfenistin
- Maja Hoffmann (Kunstsammlerin) (* 1956), Schweizer Kunstsammlerin, Filmproduzentin und Unternehmerin
- Maja Hoffmann-Stehlin, früherer Name von Maja Sacher (1896–1989), Schweizer Kunstmäzenin
- Manfred Hoffmann (* 1938), deutscher Agrarwissenschaftler
- Mara Hoffmann (1891–1929), Malschülerin und Modell des Münchener Malers Leo Putz
- Marc Hoffmann (* 1973), deutscher Sexualstraftäter und Mörder
- Marcel Rolf Hoffmann (* 1975), deutscher Schauspieler und Sänger
- Marco Hoffmann (* 2003), österreichischer Fußballspieler
- Marcolinus Hoffmann (1901–1944), deutscher römisch-katholischer Ordensbruder, Steyler Missionar und Märtyrer
- Marcus Hoffmann (Wirtschaftswissenschaftler) (* 1968), deutscher Wirtschaftswissenschaftler
- Marcus Hoffmann (Gesundheitsmanager) (* 1973), deutscher Mediziner und Gesundheitsmanager
- Marcus Hoffmann (Fußballspieler) (* 1987), deutscher Fußballspieler
- Margarete Hoffmann (1911–1973), deutsche Archivarin
- Maria Hoffmann-Ostenhof (* 1947), österreichische Mathematikerin
- Marianne Hoffmann (* 1941), deutsche Schauspielerin und Synchronsprecherin
- Marie Hoffmann, Ehename von Marie Baumeister (um 1820–1887), deutsche Schauspielerin
- Marie Hoffmann, früherer Name von Marie Bergmann (vor 1843–1878), deutsche Schauspielerin
- Markolf Hoffmann (* 1975), deutscher Schriftsteller
- Markus Hoffmann (Sprecher) (* 1959), deutscher Schauspieler und Sprecher
- Markus Hoffmann (Sozialarbeiter) (* 1962/1963), deutscher Sozialarbeiter und Seelsorger, Leiter von Wuestenstrom
- Markus Hoffmann (Drehbuchautor) (* 1965), Schweizer Drehbuchautor
- Markus Hoffmann (Schauspieler, 1969) (* 1969), deutscher Schauspieler und Moderator
- Markus Hoffmann (Schauspieler, 1971) (1971–1997), deutscher Schauspieler und Synchronsprecher
- Markus Hoffmann (Fußballspieler) (* 1972), österreichischer Fußballspieler und -trainer
- Markus Hoffmann (Künstler) (* 1982), deutscher Künstler
- Marlene Hoffmann (* 1990), deutsche Schauspielerin
- Marta Hoffmann (1913–2001), norwegische Ethnologin, Textilhistorikerin und Textilarchäologin
- Martin Hoffmann (Bildhauer), deutsch-schweizerischer Bildhauer und Bildschnitzer
- Martin Hoffmann (Holzschneider), deutscher Holzschneider
- Martin Hoffmann (Ingenieur) (1930–2018), deutscher Ingenieur und Autor
- Martin Hoffmann (Dirigent) (* 1938), deutscher Komponist und Dirigent
- Martin Hoffmann (Grafiker) (* 1948), deutscher Maler und Grafiker
- Martin Hoffmann (Fußballspieler) (* 1955), deutscher Fußballspieler
- Martin Hoffmann (Medienmanager) (* 1959), deutscher Medienmanager
- Martin Hoffmann (Kulturmanager) (* 1960), Geschäftsführer des Petersburger Dialogs
- Martin Hoffmann (Filmeditor) (* 1971), deutscher Filmeditor, Kameramann und Filmproduzent
- Martin Hoffmann (Eishockeyspieler) (* 1984), deutscher Eishockeyspieler
- Martin Hoffmann (Handballspieler) (* 1984), deutscher Handballspieler
- Martin Hoffmann (Journalist) (* 1985), deutscher Journalist
- Martin Ernst Edwin Friedrich Hoffmann (1859–1922), deutscher Generalmajor
- Martin Richard Hoffmann (1932–2014), US-amerikanischer Politiker
- Martina Hoffmann-Badache (* 1956), deutsche Psychologin und Ministerialbeamtin
- Matei Hoffmann (* 1951), deutscher Diplomat
- Matthias Hoffmann  (Funktionär) (1891–1957), deutscher Bundesvorsitzender der Landsmannschaft der Banater Schwaben
- Matthias Hoffmann (Produzent),  Produzent im Bereich Trance
- Matthias Hoffmann-Borggrefe (* 1963), deutscher Kirchenmusiker
- Max Hoffmann (Historiker) (1844–1910), deutscher Gymnasiallehrer, Philologe und Historiker
- Max Hoffmann (Schriftsteller) (1858–nach 1912), deutscher Lehrer, Schriftsteller und Übersetzer
- Max Hoffmann (1869–1927), deutscher General
- Max Hoffmann (Politiker) (1872–1958), deutscher Gewerkschafter und Politiker (SPD), MdL
- Max Hoffmann (Zoologe) (1904–1995), deutscher Bisamspezialist
- Meigl Hoffmann (* 1968), deutscher Kabarettist, Sänger, Entertainer, Autor und Gastronom
- Meike Hoffmann (* 1962), deutsche Kunsthistorikerin
- Meinhard Hoffmann (1853–1936), deutscher Chemiker
- Melanie Hoffmann (* 1974), deutsche Fußballspielerin
- Melchior Hoffmann (um 1679–1715), deutscher Komponist
- Men Hoffmann (* 1997), Schweizer Unihockeyspieler
- Michael Hoffmann (Maler) (1631–1695), Hofmaler der Kaiserin-Witwe Eleonora Gonzaga
- Michael Hoffmann (Musiker) (1717–1778), österreichischer Musiker, Komponist und Chorleiter
- Michael Hoffmann (Gutsherr) (?–1846), bayerischer Politiker, Gutsherr und Bürgermeister von Klingenmünster
- Michael Hoffmann (* 1950), deutscher Schlagersänger, siehe Hoffmann & Hoffmann
- Michael Hoffmann (Autor) (* 1955), deutscher Bergführer und Autor
- Michael Hoffmann (Politiker) (* 1961), deutscher Politiker (SPD, CDU)
- Michael Hoffmann (Koch) (* 1967), deutscher Koch
- Michael Hoffmann (Schachspieler) (* 1970), deutscher Schachspieler
- Michael Hoffmann (Informatiker) (* 1970), deutscher Informatiker an der ETHZ
- Michael Hoffmann (Fußballspieler) (* 1975), österreichischer Fußballspieler
- Michael Hoffmann (Handballspieler) (* 1975), dänischer Handballspieler
- Michael Hoffmann (Mediziner) (* 1976), deutscher Orthopäde, Unfallchirurg und Sportmediziner
- Michael Hoffmann-Becking (* 1943), deutscher Rechtswissenschaftler und Hochschullehrer
- Michael Z. Hoffmann (* 1943), deutscher Schauspieler
- Michalina Hoffmann (1778–1859), Ehefrau des Dichters E. T. A. Hoffmann
- Mike Hoffmann (* 1974), deutscher Schauspieler
- Mila Hoffmann-Lederer (1902–1993), deutsche Gestalterin, Schriftstellerin und Dozentin
- Moritz Hoffmann (1621–1698), deutscher Mediziner und Hochschullehrer, siehe Moritz Hofmann
- Moritz Hoffmann (Historiker) (* 1984), deutscher Historiker

### N
- Nadežda Peedi-Hoffmann (1911–1938), estnische Schauspielerin
- Nadine Hoffmann (* 1979), deutsche Politikerin (AfD)
- Nelly Hoffmann (* 2007), deutsche Schauspielerin
- Nelson Hoffmann (* 1939), brasilianischer Schriftsteller, Anwalt und Lehrer
- Nickel Hoffmann (auch Hofmann; um 1510–1592), deutscher Steinmetz, Bildhauer und Unternehmer
- Nicolas Hoffmann (* 1940), deutscher Psychotherapeut und Autor
- Nicolas Hoffmann-Bettendorf (1882–1944), luxemburgischer Industrieller und Kunstsammler
- Nicole Hoffmann (* 1966), deutsche Pädagogin, Erziehungswissenschaftlerin und Hochschullehrerin
- Niels Frédéric Hoffmann (* 1943), deutscher Komponist und Musikpädagoge
- Niklas Hoffmann (Drehbuchautor) (* 1987), deutscher Drehbuchautor
- Niklas Hoffmann (* 1997), deutscher Fußballspieler
- Nikolaus III. Hoffmann († 1557), Abt von Neuzelle
- Nils Hoffmann (* 1996), deutscher DJ und Musikproduzent
- Nina Hoffmann (Künstlerin) (* 1980), deutsche Künstlerin
- Nina Hoffmann (Radsportlerin) (* 1996), deutsche Radrennfahrerin und deutsche Meisterin im MTB-Downhill
- Nina Hoffmann-Matscheko (auch Anna Hoffmann; 1844–1914), österreichische Schriftstellerin, Übersetzerin und Sozialarbeiterin
- Nina Milja Hoffmann (1948–2024), jugoslawisch-deutsche Künstlerin
- Norbert Hoffmann (Bildhauer) (1904–1967), Schweizer Bildhauer
- Norbert Hoffmann (Komponist) (1916–2011), luxemburgischer Komponist und Musikpädagoge
- Norbert Hoffmann (Geistlicher, 1928) (Herbert Hoffmann; * 1928), deutscher Ordensgeistlicher, Theologe und Hochschullehrer
- Norbert Hoffmann (Geistlicher, 1942) (1942–2018), deutscher Priester und Autor
- Norbert Hoffmann (Ingenieur) (* 1969), deutscher Maschinenbauingenieur und Physiker

### O
- Olga Hoffmann (* 1991), deutsche Schönheitskönigin
- Olga Hoffmann-Canstein (1872–1948), österreichische Malerin
- Oliver Hoffmann (* 1972), deutscher Polizist, Präsident der International Police Association (IPA) Deutsche Sektion
- Olivier von Hoffmann (1843–1909), deutscher Generalleutnant
- Oskar von Hoffmann (1832–1912), deutscher Bankier und Übersetzer.
- Oskar Hoffmann (Politiker, 1838) (1838–1909), deutscher Manager und Politiker
- Oskar Hoffmann (Maler) (1851–1912), russisch-deutsch-baltischer Maler
- Oskar Hoffmann (Autor) (1866–1928), deutscher Autor
- Oskar Hoffmann (Politiker, 1877) (1877–1953), deutscher Politiker (SPD, KPD)
- Oskar Hoffmann (Politiker, 1904) (1904–1984), deutscher Kulturpolitiker (KPD, SED)
- Ot Hoffmann (1930–2017), deutscher Architekt und Schriftsteller
- Ottilie Hoffmann (1835–1925), deutsche Pädagogin
- Ottilie Hoffmann (Verlegerin) (?–1954), deutsche Zeitungsverlegerin
- Otto von Hoffmann (General, 1816) (Otto Wilhelm Leopold Gustav von Hoffmann; 1816–1900), deutscher Generalleutnant
- Otto von Hoffmann (Verwaltungsjurist) (Franz Otto Theodor von Hoffmann; 1833–1905), deutscher Verwaltungsjurist
- Otto Hoffmann (Herausgeber) (1839–1903), deutscher Lehrer und Herausgeber
- Otto Hoffmann (Botaniker) (Karl August Otto Hoffmann; 1853–1909), deutscher Lehrer und Botaniker
- Otto Hoffmann (Architekt) (1853–1930), deutscher Architekt und Baubeamter
- Otto Hoffmann (Chemiker) (Carl Franz Otto Hoffmann; 1854–1936), deutscher Chemiker, Erfinder und Unternehmer
- Otto von Hoffmann (General, 1856) (Otto Friedrich Karl von Hoffmann; 1856–1915), deutscher Generalleutnant
- Otto Hoffmann (Unternehmer) (1859–1914), deutscher Unternehmer
- Otto Hoffmann (Sprachwissenschaftler) (1865–1940), deutscher Indogermanist und Politiker (DNVP), MdL Preußen
- Otto Hoffmann (Politiker, 1878) (1878–1963), deutscher Politiker (SPD), MdBB
- Otto Hoffmann (Politiker, 1881) (1881–nach 1921), deutscher Politiker (DDP), MdL Preußen
- Otto Hoffmann (Journalist) (1897–nach 1962), deutscher Journalist und Publizist
- Otto Hoffmann (Orgelbauer) (1913–2004), deutscher Orgelbauer
- Otto Hoffmann (Politiker, 1940) (* 1940), deutscher Politiker (FDP), MdA Berlin
- Otto Hoffmann-Ostenhof (1914–1992), österreichischer Biochemiker und Hochschullehrer
- Otto Hoffmann von Waldau (1898–1943), deutscher General
- Otto Adalbert Hoffmann (1858–1906), deutscher Lehrer und Kunsthistoriker

### P
- Pascal Hoffmann (* 1957), deutscher Kameramann
- Patrick Hoffmann (* 1974), deutscher Curler
- Paul Hoffmann (Landrat) (1853–1935), deutscher Beamter und Landrat
- Paul Hoffmann (Politiker, 1863) (1863–1928), deutscher Politiker (SPD)
- Paul Hoffmann (Admiral) (1864–1917), deutscher Konteradmiral
- Paul Hoffmann (Politiker, 1867) (1867–1945), deutscher Politiker (KPD)
- Paul Hoffmann (Komponist) (1870–nach 1937), deutscher Komponist und Chorleiter
- Paul Hoffmann (Politiker, 1879) (1879–1949), deutscher Unternehmer und Politiker (NSDAP), MdR
- Paul Hoffmann (Architekt) (1880–nach 1950), deutscher Architekt
- Paul Hoffmann (General, 1881) (1881–1945), deutscher Generalmajor
- Paul Hoffmann (Mediziner) (1884–1962), deutscher Physiologe
- Paul Hoffmann (General, 1885) (1885–1979), deutscher Generalmajor
- Paul Hoffmann (Pädagoge) (1887–1975), deutscher Erziehungswissenschaftler, Hochschullehrer und Politiker, Oberbürgermeister von Greifswald
- Paul Hoffmann (Verwaltungsjurist) (1900–1973), deutscher Verwaltungsjurist
- Paul Hoffmann (Schauspieler) (1902–1990), deutscher Schauspieler
- Paul Hoffmann (Organist) (1916–2001), deutscher Organist
- Paul Hoffmann (Germanist) (1917–1999), österreichischer Germanist
- Paul Hoffmann (Theologe) (* 1933), deutscher Theologe
- Paul Hoffmann (Cricketspieler) (* 1970), australischer Cricketspieler
- Paul Hoffmann (Schachspieler) (* 1984), deutscher Schachspieler
- Paul Oliver-Hoffmann (1925–1998), US-amerikanischer Jurist, Unternehmer und Kunstsammler
- Paul Emil Hoffmann (1865–1937), deutscher Organist und Musikdirektor
- Paul Gottfried Hoffmann (1846–1917), deutscher Vizeadmiral
- Paul Jumin Hoffmann (* 1986), deutscher Schauspieler und Theaterregisseur
- Paul Rudolf Theodor Hoffmann (1854–1927), deutscher Generalleutnant
- Paul Theodor Hoffmann (1891–1952), deutscher Archivar und Schriftsteller
- Peter Hoffmann (Politiker, 1770) (1770–1842), bayerischer Politiker
- Peter Hoffmann (Historiker, 1924) (* 1924), deutscher Historiker
- Peter Hoffmann (Historiker, 1930) (1930–2023), deutsch-kanadischer Historiker und Hochschullehrer
- Peter Hoffmann (Maler, 1934) (* 1934), deutscher Maler, Grafiker, Bildhauer und Holzschneider
- Peter Hoffmann (Mediziner) (* 1935/1936), deutscher Mediziner und Verbandsfunktionär
- Peter Hoffmann (Rennfahrer) (* 1939), deutscher Automobilrennfahrer
- Peter Hoffmann (Kanute) (* 1941), deutscher Kanute
- Peter Hoffmann (Soziologe) (* 1943), deutscher Soziologe
- Peter Hoffmann (Maler, 1945) (* 1945), deutscher Maler
- Peter Hoffmann (Politiker, 1953) (1953–2021), deutscher Politiker (PDS)
- Peter Hoffmann (Produzent) (* 1953), deutscher Musikproduzent
- Peter Hoffmann (Fußballspieler) (* 1954), deutscher Fußballspieler
- Peter Hoffmann (Leichtathlet) (* 1956), britischer Mittelstreckenläufer
- Peter Hoffmann (Schriftsteller) (* 1956), deutscher Schriftsteller und Publizist
- Peter Hoffmann (Biathlet) (* 1989), deutscher Biathlet
- Peter-Olaf Hoffmann (* 1947), deutscher Politiker (CDU), Bürgermeister von Dormagen
- Petra Hoffmann, deutsche Opernsängerin (Sopran)
- Petra Hoffmann Zschocher (* 1946), deutsche Biochemikerin
- Philip Hoffmann (Politiker) (* 1988), deutscher Politiker (CDU)
- Philip Hoffmann (Skirennläufer) (* 2002), österreichischer Skirennläufer
- Philipp Hoffmann (Politiker, 1723) (1723–1784), deutscher Politiker
- Philipp Hoffmann (Politiker, 1815) (1815–1897), deutscher Unternehmer und Politiker
- Philipp Hoffmann (Architekt) (1806–1889), deutscher Architekt und Baumeister
- Philipp Hoffmann (Botaniker) (1817–1888), deutscher katholischer Geistlicher und Professor der Naturgeschichte und Chemie am bischöflichen Lyceum zu Eichstätt
- Philipp Hoffmann (Lehrer) (1870–1939), deutscher Landwirtschaftslehrer, Autor und Verbandsgründer
- Philipp von Hoffmann (1874–nach 1939), Jurist und Legationsrat
- Philipp Hoffmann (Leichtathlet) (* 1986), deutscher Marathonläufer
- Philipp Hoffmann (Fußballspieler) (* 1992), deutscher Fußballspieler
- Philipp Hoffmann (Tennisspieler) (* 1998), deutscher Tennisspieler
- Philipp Hoffmann von Wendheim (1798–1875), k.k Generalmajor
- Philipp Friedrich Hoffmann (1823–1887), zunächst großherzoglich hessischer Major, später königlich preußischer Generalmajor
- Philipp Jakob Hoffmann (1778–1834), deutscher Architekt und städtischer Bauinspektor
- Philipp Karl Hoffmann (1769–1842), deutscher Pianist, Bratschist und Komponist
- Philipp Maximilian Hoffmann (* 1986), deutscher Historiker
- Philippe Hoffmann (* 1953), französischer Gräzist und Philosophiehistoriker
- Pia Hoffmann (* 2006), deutsche Taekwondoin

### R
- R. Joseph Hoffmann (Joe Hoffmann; * 1947), US-amerikanischer Bibelforscher
- Rainer Hoffmann (Politikwissenschaftler) (* 1943), deutscher Politikwissenschaftler
- Rainer Hoffmann (Kameramann) (* 1951), deutsch-schweizerischer Kameramann und Drehbuchautor
- Rainer Hoffmann (Politiker) (* 1962), deutscher Politiker (PDV)
- Rainer Hoffmann (Fußballspieler) (* 1969), österreichischer Fußballspieler
- Rainer-Wilfried Hoffmann (* 1940), deutscher Soziologe
- Ralf Hoffmann (General) (* 1963), deutscher Brigadegeneral der Luftwaffe der Bundeswehr
- Ralf Hoffmann (Mediziner) (* 1964), deutscher Sanitätsoffizier des Heeres der Bundeswehr und Inspekteur des Sanitätsdienstes
- Rasmus Hoffmann (* 1971), deutscher Soziologe
- Regina Hoffmann-Vogel (* 1973), deutsche Physikerin und Hochschullehrerin
- Reiner Hoffmann (* 1955), deutscher Gewerkschaftsfunktionär
- Reinhard Hoffmann (Politiker, 1871) (1871–1954), deutscher Arzt und Politiker, MdL Braunschweig
- Reinhard Hoffmann (Politiker, 1936) (* 1936), deutscher Jurist und Politiker (SPD), MdHB
- Reinhard Hoffmann (Mediziner) (* 1957), deutscher Orthopäde und Unfallchirurg
- Reinhard W. Hoffmann (* 1933), deutscher Chemiker
- Reinhild Hoffmann (* 1943), deutsche Tänzerin und Choreografin
- Reinhold Hoffmann (Chemiker) (1831–1919), deutscher Chemiker und Industriemanager
- Reinhold Hoffmann (Politiker) (1847–1912), deutscher Unternehmer und Politiker (NLP), MdR
- Reinhold Hoffmann (Agrarwissenschaftler) (1885–1964), deutscher Agrarwissenschaftler und Hochschullehrer
- Reinhold Hoffmann (Schachspieler) (1932–2006), deutscher Schachspieler und -organisator
- Reinhold Hoffmann (Komponist) (* 1964), deutscher Komponist
- Reynaldo Hoffmann (* 1947), chilenischer Fußballspieler und -trainer
- Richard Hoffmann (Komponist, 1831) (1831–1909), britisch-amerikanischer Komponist
- Richard von Hoffmann (1838–1925), deutscher Generalleutnant
- Richard Hoffmann (Mediziner) (1863–1939), deutscher Mediziner
- Richard Hoffmann (Sammler) (Franz Richard Hoffmann; 1869–1949), deutscher Architekt und Insektensammler
- Richard Hoffmann (Kunsthistoriker) (1876–1947), deutscher Geistlicher und Kunsthistoriker
- Richard Hoffmann (Archäologe) (1891–1982), deutscher Archäologe und Heimatkundler
- Richard Hoffmann (Übersetzer) (1892–1961), österreichischer Übersetzer, Schriftsteller und Theaterkritiker
- Richard Hoffmann (Schriftsteller) (1894–1943), deutscher Schriftsteller
- Richard Hoffmann (Komponist, 1925) (1925–2021), österreichischer Komponist
- Richard Hoffmann (Künstler) (* 1930), deutscher Bildhauer, Maler und Grafiker
- Richard Adolf Hoffmann (1872–1948), deutscher Theologe und Hochschullehrer
- Richard C. Hoffmann (* 1943), US-amerikanischer Mittelalterhistoriker
- Roald Hoffmann (* 1937), US-amerikanischer Chemiker
- Robert Hoffmann (Kreisrat) (1819–1898), Kreisrat in den Kreisen Schotten, Neustadt und Alsfeld im Großherzogtum Hessen
- Robert Hoffmann (Chemiker) (1835–1869), österreichischer Chemiker und Hochschullehrer
- Robert Hoffmann (Maler, 1868) (1868–1935), deutscher Maler
- Robert Hoffmann (Theologe) (* 1928), deutscher Theologe
- Robert Hoffmann (Schauspieler) (1939–2022), österreichischer Schauspieler
- Robert Hoffmann (Historiker) (* 1946), österreichischer Historiker
- Robert Hoffmann (Fußballspieler) (* 1969), österreichischer Fußballspieler
- Robert Hoffmann (Manager) (* 1969), deutscher Manager
- Robert Hoffmann (Eishockeyspieler) (* 1977), deutscher Eishockeyspieler
- Robert Hoffmann-Salpia (1887–1983), deutscher Maler
- Robert Rudolf Hoffmann (1858–1930), deutscher Maler
- Robert S. Hoffmann (1929–2010), US-amerikanischer Zoologe
- Robin Hoffmann (Komponist) (* 1970), deutscher Musiker und Komponist
- Robin Hoffmann (Musiker) (* 1984), deutscher Komponist, Orchestrator und Arrangeur
- Roland Hoffmann (Baseballspieler) (1936–2022), deutscher Baseballspieler und -trainer
- Roland Hoffmann (Theologe) (* 1938), deutscher Theologe
- Roland Hoffmann (Fußballspieler) (* 1953), deutscher Fußballspieler
- Roland Hoffmann (Altphilologe) (* 1955), deutscher Altphilologe
- Roland Hoffmann (Übersetzer) (* 1962), deutscher Übersetzer, Dolmetscher und Verleger
- Roland Hoffmann-Bahnsen (* 1959), deutscher Agrarwissenschaftler und Hochschullehrer
- Rolf Hoffmann (Unternehmer) (1934–2001), deutscher Unternehmer
- Rolf Hoffmann (Fußballspieler) (* 1937), deutscher Fußballspieler
- Ron-Thorben Hoffmann (* 1999), deutscher Fußballspieler
- Rudi Hoffmann (1924–2008), deutscher Spieleautor
- Rüdiger Hoffmann (Moderator) (* 1943), deutscher Fernsehjournalist und -moderator
- Rüdiger Hoffmann (Kabarettist) (* 1964), deutscher Kabarettist und Musiker
- Rüdiger Hoffmann (* 1967), ehemaliger NPD-Funktionär, siehe Reichsbürgerbewegung #Staatenlos.info
- Rudolf Hoffmann (Lithograf) (1820–1882), österreichischer Lithograf
- Rudolf Hoffmann (Metallurg) (1873–1932), deutscher Metallurg und Hochschullehrer
- Rudolf Hoffmann (Historiker) (1889–1958), deutscher Historiker
- Rudolf Hoffmann (Maler) (1891–1978), deutscher Maler
- Rudolf Hoffmann (Ingenieur) (1907–1972), deutscher Bauingenieur und Hochschullehrer
- Rudolf Hoffmann (Fußballspieler) (Rudi Hoffmann; 1935–2020), deutscher Fußballspieler
- Rudolf Hoffmann (Zoologe) (Rudolf W. Hoffmann; 1941–2016), deutscher Zoologe, Fischereibiologe und Hochschullehrer
- Rudolf Hoffmann-Burckhardt (1883–1976), Schweizer Bankier
- Rudolf Albert Koechlin-Hoffmann (1859–1927), Schweizer Bankier und Wirtschaftsmanager, siehe Rudolf Albert Koechlin
- Rudolph August von Hoffmann (1700–1759), deutscher Oberst
- Ruth Hoffmann (Schriftstellerin) (1893–1974), deutsche Schriftstellerin
- Ruth Hoffmann (Schauspielerin) (1902–1997), deutsche Schauspielerin
- Ruth Hoffmann (Journalistin) (* 1973), deutsche Journalistin und Buchautorin

### S
- Sabine Hoffmann (1926–2016), deutsche Malerin und Bildhauerin
- Sabrina Hoffmann (* 1985), deutsche Journalistin
- Shai Hoffmann (* 1982), deutscher Schauspieler und Musiker
- Samuel Friedrich Wilhelm Hoffmann (1803–1872), deutscher Klassischer Philologe
- Sandra Hoffmann (Schriftstellerin) (* 1967), deutsche Schriftstellerin
- Sandra Hoffmann (* 1978), deutsches Fotomodell, siehe Sandra Ursache
- Sebastian Hoffmann (1551–1605), Bürgermeister der Stadt Görlitz
- Sebastian Tuschla-Hoffmann (* 1992), deutscher Komponist und Arrangeur
- Sidney Hoffmann (* 1979), deutscher Moderator und Unternehmer
- Siegfried Hoffmann (Verleger) (1922–1999), deutscher Verleger, 1971–1983 Erster Vorsteher des Börsenvereins der Deutschen Buchhändler
- Siegfried Hoffmann (Biochemiker) (1930–2008), deutscher Biochemiker und Hochschullehrer
- Siegfried Hoffmann (1936–2010), deutscher Schlagersänger, siehe Sigi Hoppe
- Sophia Hoffmann (Köchin) (* 1980), deutsche Köchin und Autorin
- Sophia Hoffmann (Politikwissenschaftlerin) (* 1980), deutsche Konfliktforscherin
- Stanley Hoffmann (1928–2015), US-amerikanischer Politikwissenschaftler
- Stefan Hoffmann (Ökonom) (* 1977), deutscher Betriebswirtschaftler
- Stefan Hoffmann (Fußballspieler) (* 1984), deutscher Fußballspieler
- Stefan-Ludwig Hoffmann (* 1967), deutscher Historiker
- Stephan Hoffmann (Richter) (1845–1924), deutscher Jurist und Richter
- Stephan Hoffmann (Fußballspieler) (1950–1985), deutscher Fußballspieler
- Stephan Hoffmann (Schauspieler) (* 1960), deutscher Schauspieler und Synchronsprecher
- Susannah Hoffmann (* 1963), kanadische Theater- und Filmschauspielerin und Ballerina
- Susanne Hoffmann (Autorin) (* 1960), deutsche Pädagogin und Autorin
- Susanne Hoffmann (Hörspielautorin) (* 1965), deutsche Hörspielautorin
- Susanne Hoffmann (Videokünstlerin) (* 1966), deutsche Künstlerin
- Susanne Hoffmann (Politikerin) (* 1960), deutsche Politikerin
- Susanne Hoffmann (Historikerin) (* 1979), deutsche Historikerin
- Susanne Hoffmann (Biathletin) (* 1994), österreichische Biathletin
- Sven Hoffmann (Künstler) (* 1965), deutscher Künstler
- Sven Olaf Hoffmann (* 1939), deutscher Psychiater und Hochschullehrer
- Sylvio Hoffmann (Fußballspieler) (* 1964), deutscher Fußballspieler
- Sylvio Hoffmann Mazzi (1908–1991), brasilianischer Fußballspieler

### T
- Tassilo Hoffmann (1887–1951), deutscher Numismatiker
- Teddy Hoffmann (Karl-Helmhold Hoffmann; * 1930), Schweizer Kunstschmied deutscher Herkunft
- Theo Hoffmann (1890–1953), deutscher Jesuit und Lehrer sowie Gründungsrektor des Canisius-Kolleg Berlin
- Theodor Hoffmann (Pädagoge) (1807–1890), deutscher Pädagoge
- Theodor Hoffmann (Mediziner) (1837–1894), deutscher Sanitätsoffizier
- Theodor Hoffmann (Pastor) (1865–1919), deutsch-baltischer Märtyrer
- Theodor Hoffmann (Admiral) (1935–2018), deutscher Marineoffizier und Politiker
- Theodor Hoffmann (Fußballspieler) (1940–2011), deutscher Fußballspieler
- Theodor Hoffmann-Merian (1819–1888), Schweizer Kaufmann, Politiker und Autor
- Thomas Hoffmann (Maler) (1810–1864), tschechischer Maler
- Thomas Hoffmann (Zahnmediziner) (* 1951), deutscher Zahnmediziner und Hochschullehrer
- Thomas Hoffmann (Politiker, 1979) (* 1979), deutscher Politiker (AfD)
- Thomas Hoffmann (Politiker, 1983) (* 1983), österreichischer Politiker (SPÖ)
- Thomas Hoffmann-Ostenhof (* 1945), österreichischer Chemiker und Mathematiker
- Thomas Christian Hoffmann (* 1976), deutscher Anglist und Hochschullehrer
- Thomas K. Hoffmann (* 1970), deutscher HNO-Arzt und Hochschullehrer
- Thomas Sören Hoffmann (* 1961), deutscher Philosoph und Hochschullehrer
- Thorsten Hoffmann (* 1961), deutscher Politiker (CDU)
- Till Hoffmann (* 1996), deutscher Pianist
- Tim Hoffmann (Schauspieler, 1943) (1943–2015), deutscher Schauspieler
- Tim Hoffmann (Musiker) (* 1986), deutscher Filmemacher, Komponist und Musiker, Mitglied von Laserkraft 3D
- Tim Hoffmann (Schauspieler, 1990) (* 1990), deutscher Schauspieler
- Tim Hoffmann (Fußballspieler) (* 2005), deutscher Fußballspieler
- Tim-Fabian Hoffmann (* 1987), deutscher Schauspieler
- Timo Hoffmann (* 1974), deutscher Boxer
- Titus Hoffmann, deutscher Schauspieler, Autor und Regisseur
- Tobias Hoffmann (Philosoph) (* 1967), deutscher Philosoph
- Tobias Hoffmann (Kunsthistoriker) (* 1970), deutscher Kunsthistoriker und Museumsdirektor
- Tobias Hoffmann (Gitarrist) (* 1982), deutscher Jazzgitarrist und Komponist
- Tobias Hoffmann (Saxophonist) (* 1988), deutscher Jazzsaxophonist, Komponist und Bigband-Leader
- Torben Hoffmann (* 1974), deutscher Fußballspieler
- Torsten Hoffmann (Literaturwissenschaftler) (* 1973), deutscher Literaturwissenschaftler und Hochschullehrer
- Torsten Hoffmann (Schauspieler) (* 1977), deutscher Schauspieler und Theaterregisseur

### U
- Udo Hoffmann (* 1942), deutscher Fußballspieler
- Ulf Hoffmann (* 1961), deutscher Turner
- Ulla Brede-Hoffmann (* 1950), deutsche Politikerin (SPD), MdL
- Ulrich Hoffmann (General) (1866–1936), deutscher Generalmajor
- Ulrich Hoffmann (Informatiker) (* 1952), deutscher Wirtschaftsinformatiker und Hochschullehrer
- Ulrich Hoffmann (Mediziner) (* 1955/1956), Internist, Angiologe, Hochschullehrer und Verbandsfunktionär
- Ulrich Hoffmann (Journalist) (* 1966), deutscher Journalist und Autor
- Ulrich Hoffmann (Schriftsteller) (* 1968), deutscher Schriftsteller, Übersetzer und Journalist
- Ulrike Hoffmann-Richter (1958–2024), deutsche Wissenschaftlerin, Fachärztin für Psychiatrie und Psychotherapie
- Ursula Hoffmann (* 1970), deutsche Moderatorin, Journalistin und Redakteurin
- Ursula Hoffmann-Lange (* 1943), deutsche Politikwissenschaftlerin und Hochschullehrerin
- Uwe Hoffmann (Geologe) (1938–2016), deutscher Geologe
- Uwe Hoffmann (Musiker) (* 1960), deutscher Musiker und Musikproduzent

### V
- Vera Hoffmann (* 1996), luxemburgisch-deutsche Leichtathletin
- Veronika Hoffmann (* 1974), deutsche Theologin
- Viktor Ernst Otto Hoffmann (1868–1930), deutscher Generalmajor
- Volker Hoffmann (Germanist) (* 1940), deutscher Germanist und Hochschullehrer
- Volker Hoffmann (* 1968), deutscher Handballspieler und -trainer
- Volkmar Hoffmann (1825–1905), deutscher Mathematikpädagoge

### W
- Walter Hoffmann (Architekt) (1844–1903), Schweizer Architekt
- Walter Hoffmann (Wirtschaftswissenschaftler) (1891–1972), deutscher Wirtschaftswissenschaftler und Hochschullehrer
- Walter Hoffmann (Widerstandskämpfer), deutscher Widerstandskämpfer
- Walter Hoffmann (Landrat) (1911–1978), deutscher Landrat
- Walter Hoffmann (Politiker, 1914) (1914–1996), deutscher Politiker (SPD)
- Walter Hoffmann (Fußballspieler, 1924) (* 1924), deutscher Fußballspieler
- Walter Hoffmann (General) (1925–1996), deutscher Generalmajor
- Walter Hoffmann (Politiker, II), deutscher Politiker (SPD), MdHB
- Walter Hoffmann (Mediziner) (* 1939), deutscher Mediziner
- Walter Hoffmann (Fußballspieler, 1952) (* 1952), deutscher Fußballspieler (Bonn, Uerdingen, Köln)
- Walter Hoffmann (Politiker, 1952) (* 1952), deutscher Politiker (SPD), Oberbürgermeister von Darmstadt
- Walter Hoffmann (Fußballspieler, 1959) (1959–2012), deutscher Fußballspieler (Saarbrücken)
- Walter Hoffmann (Rennfahrer), deutscher Motorradrennfahrer
- Walter Hoffmann-Axthelm (1908–2001), deutscher Zahnarzt, Hochschullehrer und Medizinhistoriker
- Walther Hoffmann (Mediziner) (1887–1971), Schweizer Kinderarzt und Botaniker
- Walther Hoffmann (Agrarwissenschaftler) (1910–1974), deutscher Agrarwissenschaftler
- Walther G. Hoffmann (1903–1971), deutscher Ökonom und Hochschullehrer
- Wendelin Hoffmann (1845–1891), deutscher Bauunternehmer und Politiker, Bürgermeister von Ludwigshafen
- Werner Hoffmann (Intendant) (1925–2022), deutscher Schauspieler und Theaterintendant
- Werner Hoffmann (Fotograf) (1926–1997), deutscher Fotograf
- Werner Hoffmann (Philologe) (1931–2017), deutscher Germanist
- Werner Hoffmann (Regisseur), deutscher Hörspielregisseur
- Werner Hoffmann (Kameramann) (* 1939), deutscher Kameramann
- Werner Hoffmann (Musiker) (* 1953), deutscher Musiker, Komponist, Autor und Pastor
- Werner Hoffmann (Mathematiker) (* 1955), deutscher Mathematiker und Hochschullehrer
- Werner Hoffmann (Fußballspieler) (* 1973), österreichischer Fußballspieler und -trainer
- Werner Hoffmann-Limburg (1936–2020), deutscher Lehrer, Sänger und Schauspieler
- Werner-Eugen Hoffmann (1910–1998), deutscher Generalleutnant
- Werner G. Hoffmann (1907–1988), deutscher Zeitungsverleger
- Wilfriede Hoffmann (1932–2010), deutsche Leichtathletin
- Wilhelm Hoffmann (Mystiker) (1676–1746), deutscher Mystiker
- Wilhelm Hoffmann (Buchhändler) (Johann Wilhelm Hoffmann; 1777–1859), deutscher Buchhändler und Verleger
- Wilhelm Hoffmann (Politiker, 1789) (1789–1863), deutscher Politiker, MdL Hessen
- Wilhelm Hoffmann (Theologe) (1806–1873), deutscher Theologe und Kirchenpolitiker
- Wilhelm Hoffmann (Architekt) (um 1820–um 1890), deutscher Architekt
- Wilhelm Hoffmann (Volkskundler) (1865–1942), deutscher Volkskundler und Pfarrer
- Wilhelm Hoffmann (Mediziner) (1872–1945), deutscher Sanitätsoffizier und Medizinalbeamter
- Wilhelm Hoffmann (Mediziner, 1875) (1875–1950), deutscher Pathologe
- Wilhelm Hoffmann (Politiker, 1876) (1876–1942), deutscher Politiker (SPD)
- Wilhelm Hoffmann (Fußballspieler), deutscher Fußballspieler
- Wilhelm Hoffmann (Gewichtheber), deutscher Gewichtheber
- Wilhelm Hoffmann (Redakteur) (1899–1967), deutscher Redakteur
- Wilhelm Hoffmann (Bibliothekar) (1901–1986), deutscher Bibliothekar
- Wilhelm Hoffmann (Historiker) (1909–1969), deutscher Althistoriker
- Wilhelm Hoffmann (Funktionär) (1915–1996), deutscher Vertriebenenfunktionär
- Wilhelm Heinrich Emanuel Hoffmann (1852–1934), deutscher Generalleutnant
- Wilhelm Ludwig Hoffmann (1748–1830), deutscher Jurist
- Wilhelm Sabri Hoffmann (* 1953), deutscher Verbandsfunktionär
- Wilhelm W. Hoffmann (1890–1969), deutscher Architekt und Architekturhistoriker
- Willi Hoffmann (Fußballspieler) (* 1948), deutscher Fußballspieler
- Willi Hoffmann-Güth (* 1936), deutscher Maler
- Willi O. Hoffmann (1930–2022), deutscher Fußballfunktionär
- Willie Hoffmann-Andersen (1904–1968), deutscher Filmproduzent und -regisseur
- Willy Hoffmann (Architekt) (1878–1977), deutscher Architekt
- Willy Hoffmann (Jurist) (1888–1942), deutscher Jurist
- Willy Hoffmann (Maler) (1903–2001), deutscher Grafiker und Schriftenmaler
- Willy Hoffmann (Komponist) (1921–2016), deutscher Komponist, Arrangeur und Dirigent
- Willy Hoffmann (Diplomat) (1925–1990), deutscher Diplomat
- Wilrich Hoffmann (* 1935), deutscher Physiker, Tonsetzer, Tonmeister, Musiktheoretiker und Hochschullehrer
- Wolf Hoffmann (Maler) (1898–1979), deutscher Maler
- Wolf Hoffmann (Musiker) (* 1959), deutscher Musiker und Fotograf
- Wolfbernhard Hoffmann (1920–nach 1954), deutscher Kunsthistoriker
- Wolfgang Hoffmann (Mediziner) (1893–1956), deutscher Augenarzt
- Wolfgang Hoffmann (Politiker) (1893–1956), deutscher Jurist, Oberbürgermeister von Freiburg im Breisgau
- Wolfgang Hoffmann (Designer) (1900–1969), US-amerikanischer Architekt, Designer und Fotograf österreichischer Herkunft
- Wolfgang Hoffmann (SS-Mitglied) (1914–1989), deutscher SS-Hauptsturmführer und Polizeibeamter
- Wolfgang Hoffmann (Kristallograph) (1935–2014), deutscher Kristallograph und Hochschullehrer
- Wolfgang Hoffmann (Botschafter) (* 1935), deutscher Botschafter
- Wolfgang Hoffmann (Journalist) (* 1936), deutscher Journalist
- Wolfgang Hoffmann (Maueropfer) (1942–1971), deutsches Todesopfer an der Berliner Mauer
- Wolfgang Hoffmann (Fußballspieler) (1950–1971), deutscher Fußballspieler
- Wolfgang Hoffmann (Epidemiologe) (* 1963), deutscher Epidemiologe und Hochschullehrer
- Wolfgang Hoffmann-Harnisch (1893–1965), deutscher Schriftsteller, Dramaturg, Regisseur und Drehbuchautor
- Wolfgang Hoffmann-Riem (* 1940), deutscher Rechtswissenschaftler und Richter

### X
- Xaver Hoffmann (* 1974), deutscher Snowboarder

### Y
- Yoel Hoffmann (1937–2023), israelisch-jüdischer Autor, Herausgeber, Gelehrter und Japanologe
- Yves Hoffmann (* 1966), deutscher Grabungstechniker

### Z
- Zdzisław Hoffmann (* 1959), polnischer Leichtathlet

## Firmennamen
- Hoffmann Dental Manufaktur GmbH, Dentalprodukte[3]
- Getränke Hoffmann, Getränkefachmarktkette
- Hoffmann und Campe, deutscher Verlag
- Hoffmann-La Roche, Schweizer Pharma-Konzern
- Hoffmann Neopac, Schweizer Verpackungshersteller
- Emanuel Hoffmann-Stiftung
- Hoffmann & Hoffmann, deutsches Schlager-Gesangsduo
- Joseph Hoffmann & Söhne, deutscher Baukonzern
- Hoffmann Propeller, Hersteller von Luftschrauben
- Hoffmann-Werke Lintorf, Fahrrad- und Motorradhersteller
- Hoffmann’s Stärkefabriken, Bad Salzuflen
- Hoffmann 2CV Cabrio, PKW-Hersteller

## Sonstiges
- die Hoffmann-Insel in der Inselgruppe Franz-Josef-Land
- eine österreichische Popband, siehe Hoffmann (Band)
- Liste der Adelsgeschlechter namens Hoffmann